# Leichtathletik-Weltmeisterschaften 2009/Marathon der Männer

Die Zielankunft in den Gehwettbewerben und im Marathonlauf war das Berliner Brandenburger Tor

Der Marathonlauf der Männer bei den Leichtathletik-Weltmeisterschaften 2009 fand am 22. August 2009 um 11:45 Ortszeit in den Straßen der deutschen Hauptstadt Berlin statt und war der dritte Lauf des World Marathon Majors der laufenden Saison.
In diesem Wettbewerb durften die Läufer aus Kenia einen Doppelsieg feiern. Weltmeister wurde Abel Kirui. Er gewann vor Emmanuel Kipchirchir Mutai. Bronze ging wie bei den Olympischen Spielen im Jahr zuvor an den Äthiopier Tsegay Kebede.
Außerdem gab es wieder eine Teamwertung, den sogenannten Marathon-Cup. Entsprechend hoch war die Teilnehmerzahl. Erlaubt waren fünf Läufer je Nation, von denen für die Wertung die Zeiten der jeweils besten drei addiert wurden. Dieser Wettbewerb zählte allerdings nicht zum offiziellen Medaillenspiegel. Es siegte die Mannschaft aus Kenia vor Äthiopien und Japan.

## Rekorde

### Bestehende Rekorde
| Weltrekord | 2:03:59 h | Haile Gebrselassie | Berlin-Marathon 2008, Deutschland | 28. September 2008 |
| WM-Rekord  | 2:08:31 h | Jaouad Gharib      | WM 2003 in Paris, Frankreich      | 20. August 2003    |

### Rekordverbesserung
Der kenianische Weltmeister Abel Kirui verbesserte den bestehenden Weltmeisterschaftsrekord um 1:36 Minuten auf 2:06:55 h.
Es wurde ein Landesrekord aufgestellt:

2:47:55 h – Sangay Wangchuk, Bhutan

## Doping
In diesem Wettbewerb gab es zwei Dopingfälle:
- Der Russe Michail Lemajew, Rang 45, wurde wegen Unregelmäßigkeiten in seinem Biologischen Pass für zwei Jahre gesperrt. Sein Resultat bei diesen Weltmeisterschaften wurde ihm aberkannt.[2]
- Der Marokkaner Abderrahim Goumri, der das Ziel nicht erreicht hatte, wurde zusammen mit acht weiteren Sportlern bei Nachtests überführt. In seinem Biologischen Pass wurden Unregelmäßigkeiten nachgewiesen. Sein Verband sperrte ihn schließlich für vier Jahre.[3]

## Rennverlauf
Einige der stärksten Athleten wie Weltrekordler Haile Gebrselassie, der aktuelle Olympiasieger Samuel Kamau Wanjiru sowie Titelverteidiger Luke Kibet waren hier nicht am Start. Dennoch entwickelte sich von Beginn an trotz warmer Temperaturen um 21 °C ein schnelles Rennen. Eine achtköpfige Führungsgruppe erreichte die Halbmarathonmarke in 1:03:03 h. Nach dreißig Kilometern in 1:29:43 h führten die drei Kenianer Abel Kirui, Robert Kipkoech Cheruiyot und Emmanuel Kipchirchir Mutai sowie Deriba Merga aus Äthiopien. Dessen Landsmann Tsegay Kebede lag acht Sekunden zurück. Kebede überholte auf den nächsten ca. fünf Kilometern erst Cheruiyot und dann Merga, der später das Rennen aufgab. An der Spitze konnte sich der spätere Sieger Kirui in der Endphase von Mutai absetzen, der trotz Magenproblemen den zweiten Platz vor Kebede verteidigte. Dabei unterbot Kirui den alten Meisterschaftsrekord des verletzt fehlenden Marokkaners Jaouad Gharib um 1:36 min. Von 91 gestarteten Läufern erreichten 70 das Ziel.

## Ergebnis

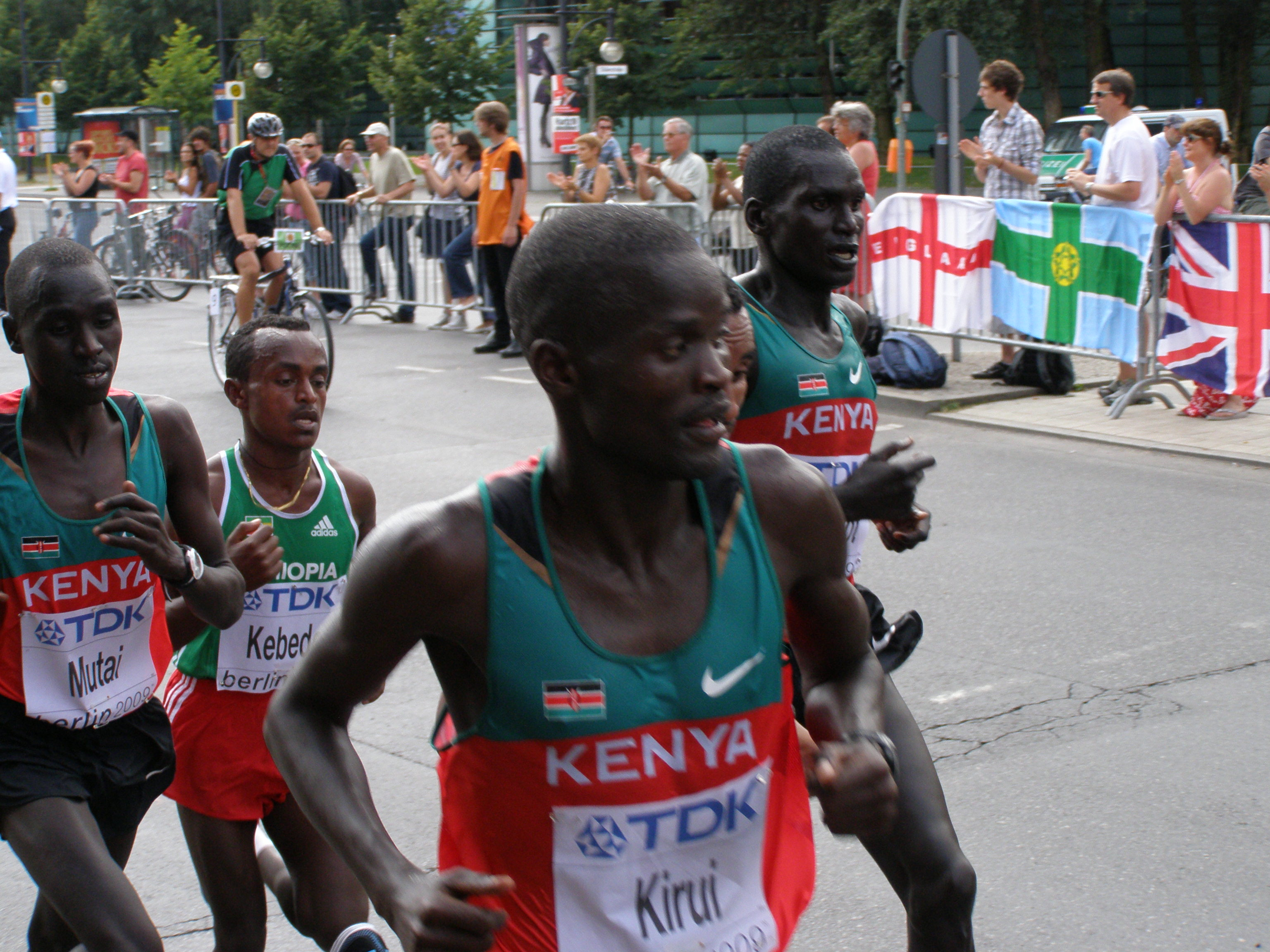
Spitzengruppe bei Kilometer 23 mit Emmanuel Mutai, Tsegay Kebede, Robert Cheruiyot und Abel Kirui

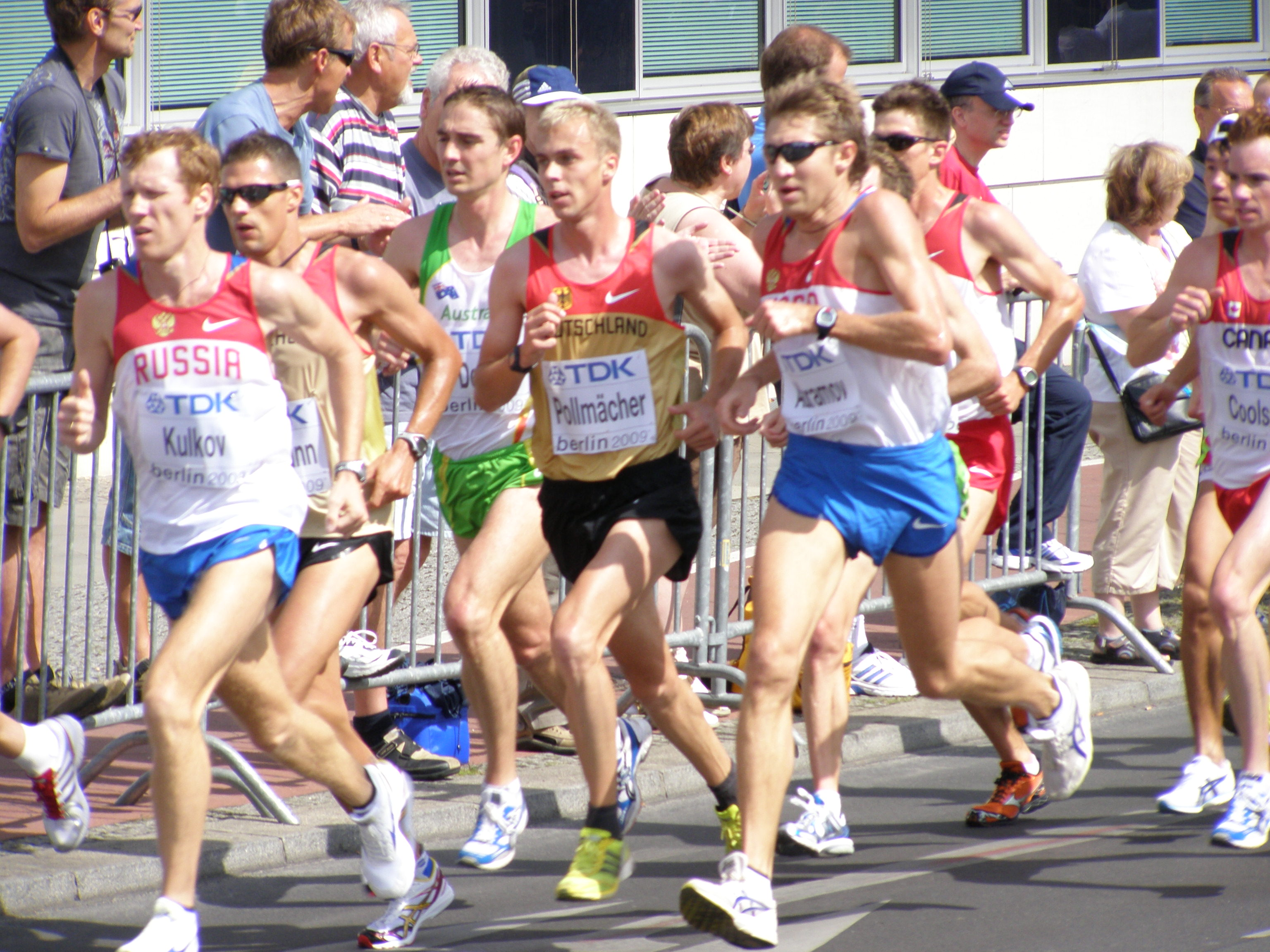
Mittelfeld der Marathonläufer nach 13 km

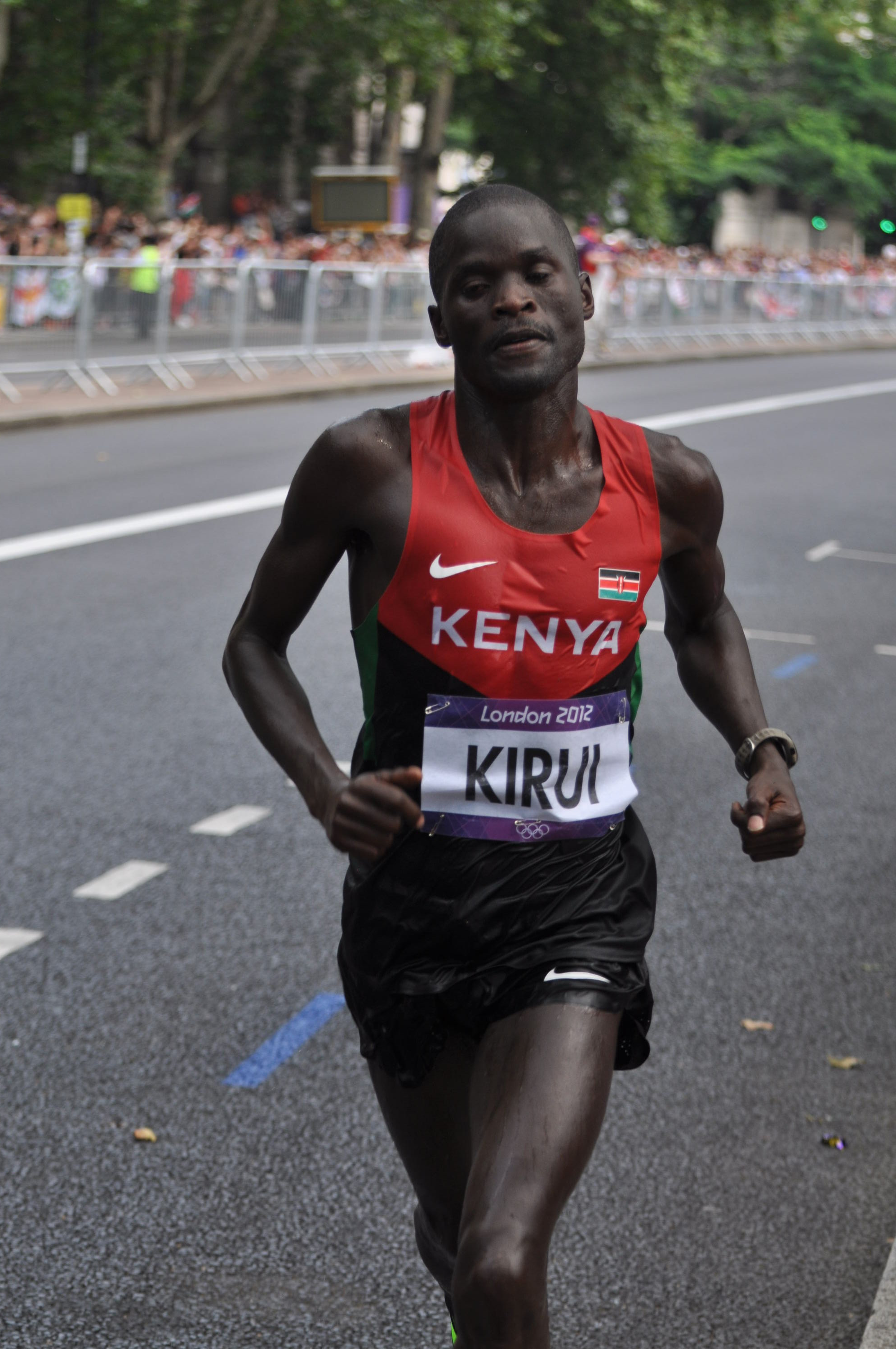
Weltmeister Abel Kirui

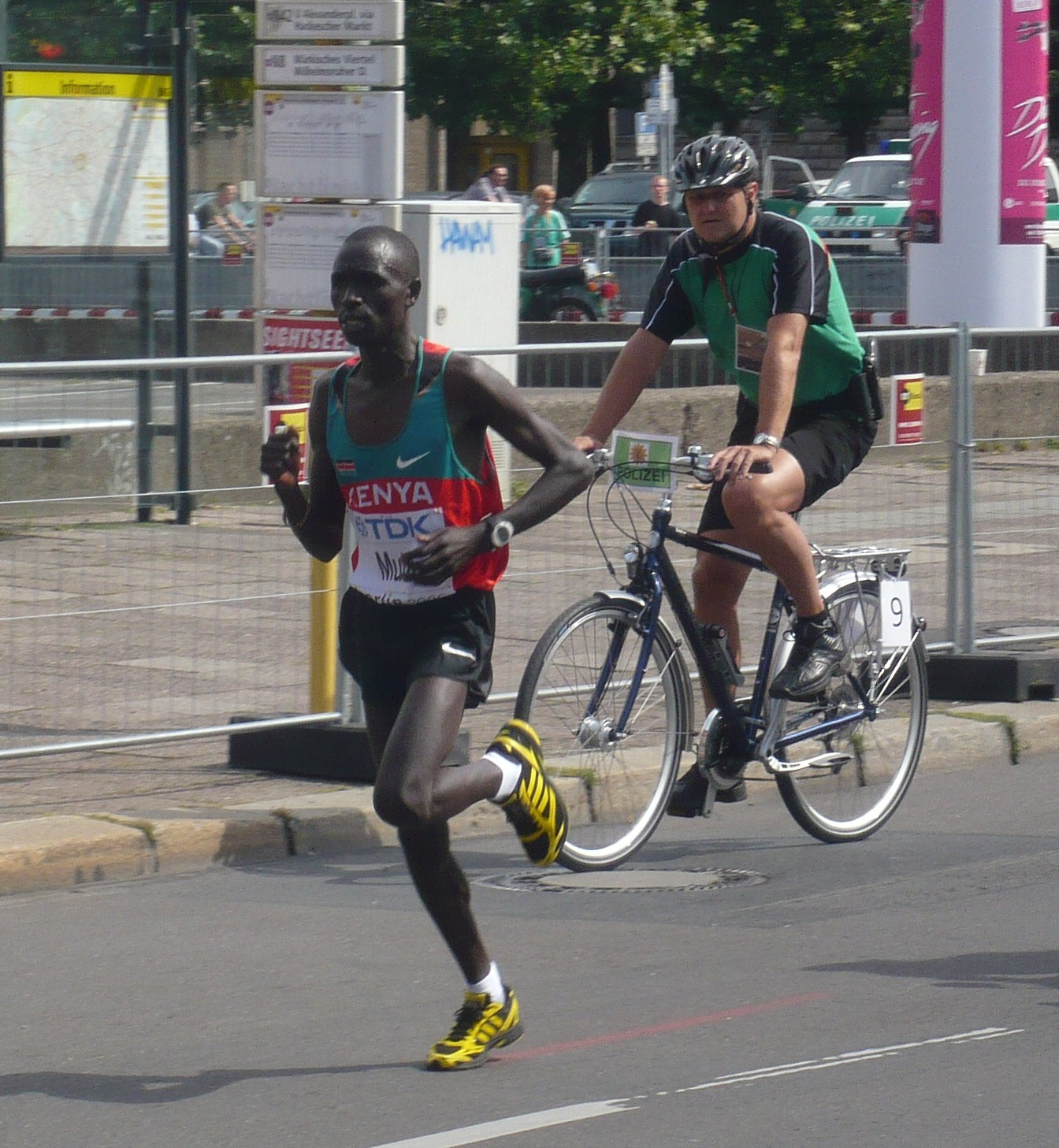
Vizeweltmeister Emmanuel Kipchirchir Mutai

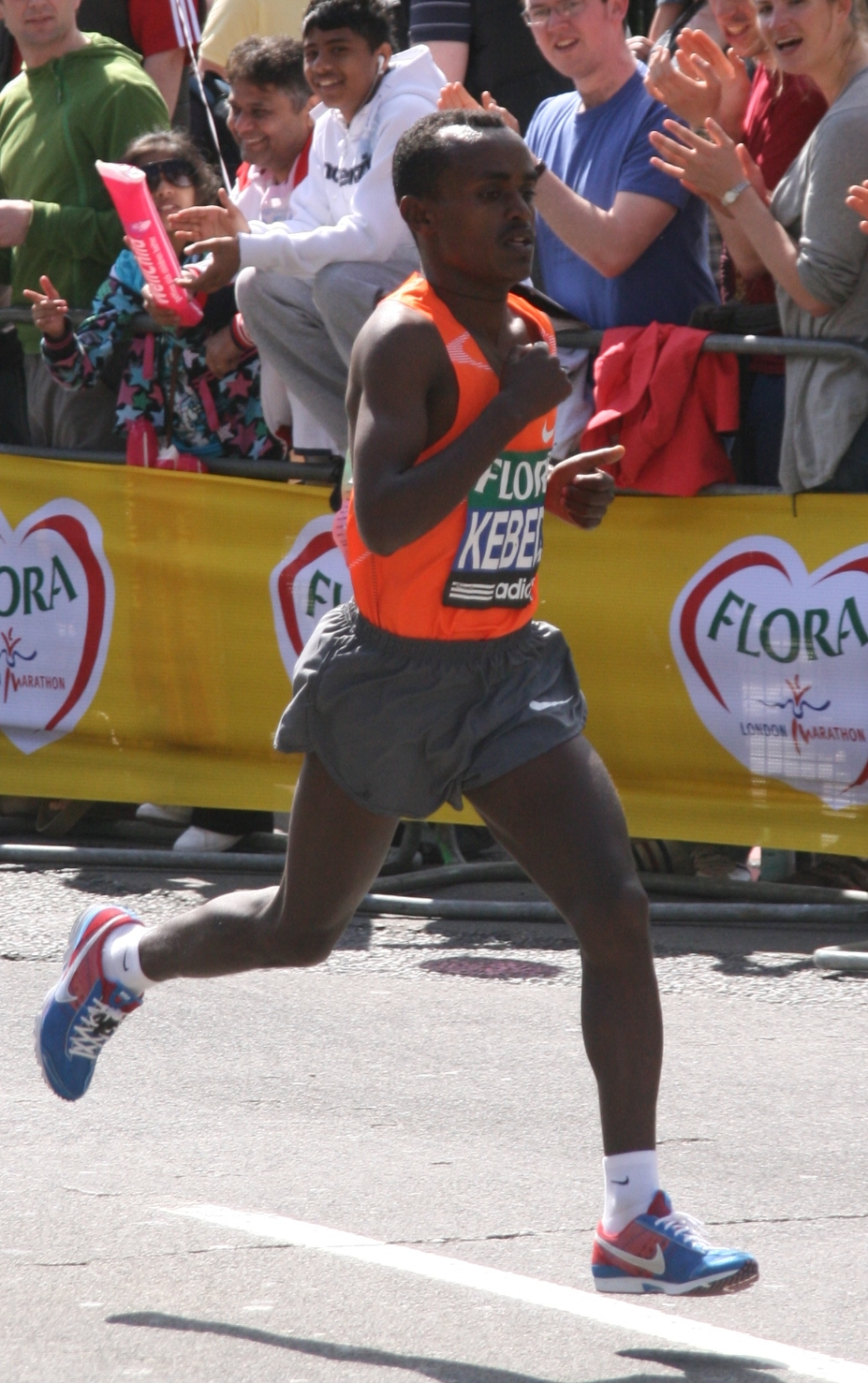
Bronzemedaillengewinner Tsegay Kebede

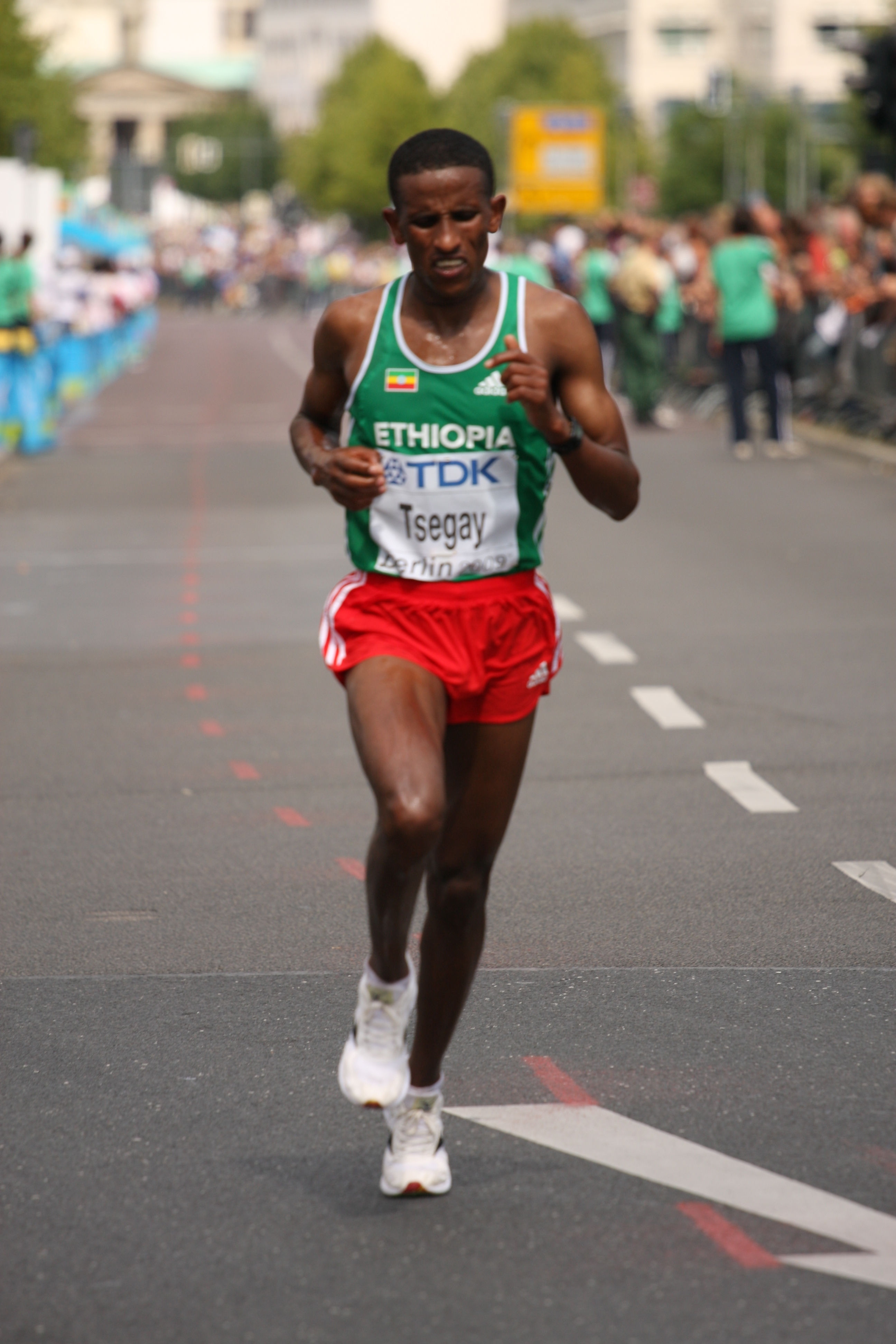
Der viertplatzierte Yemane Tsegay

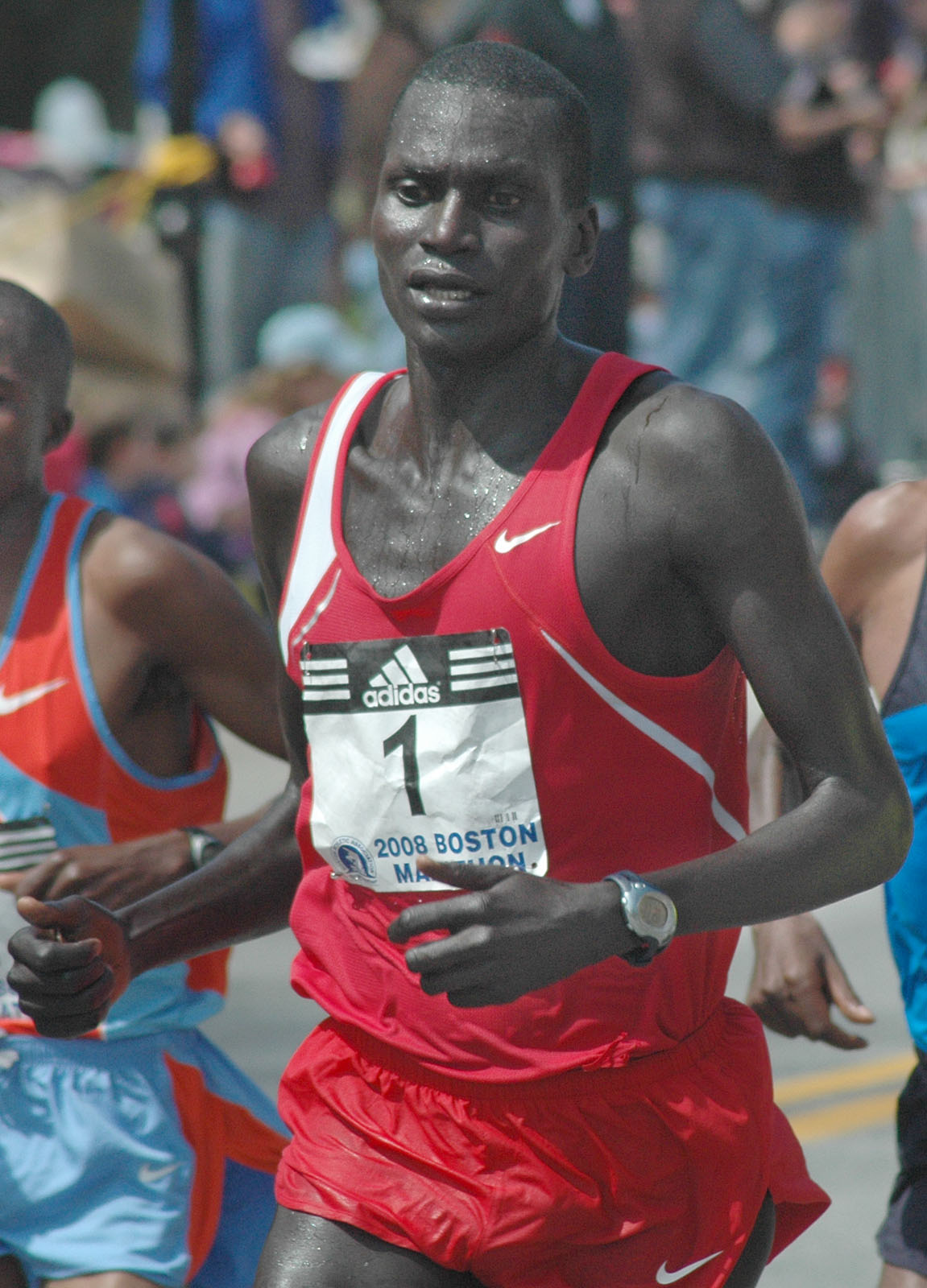
Robert Cheruiyot erreichte Platz fünf

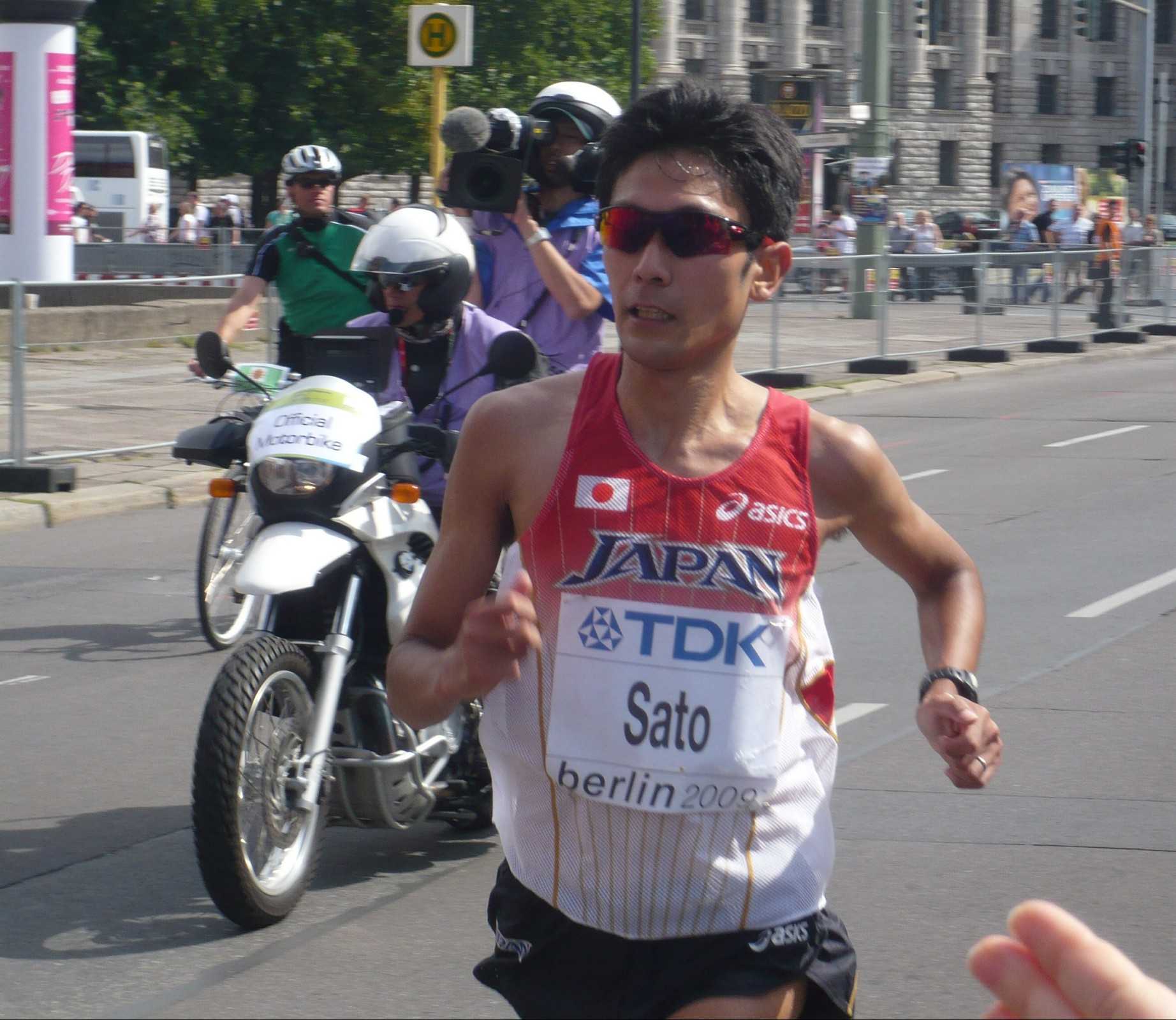
Atsushi Satō – Rang sechs

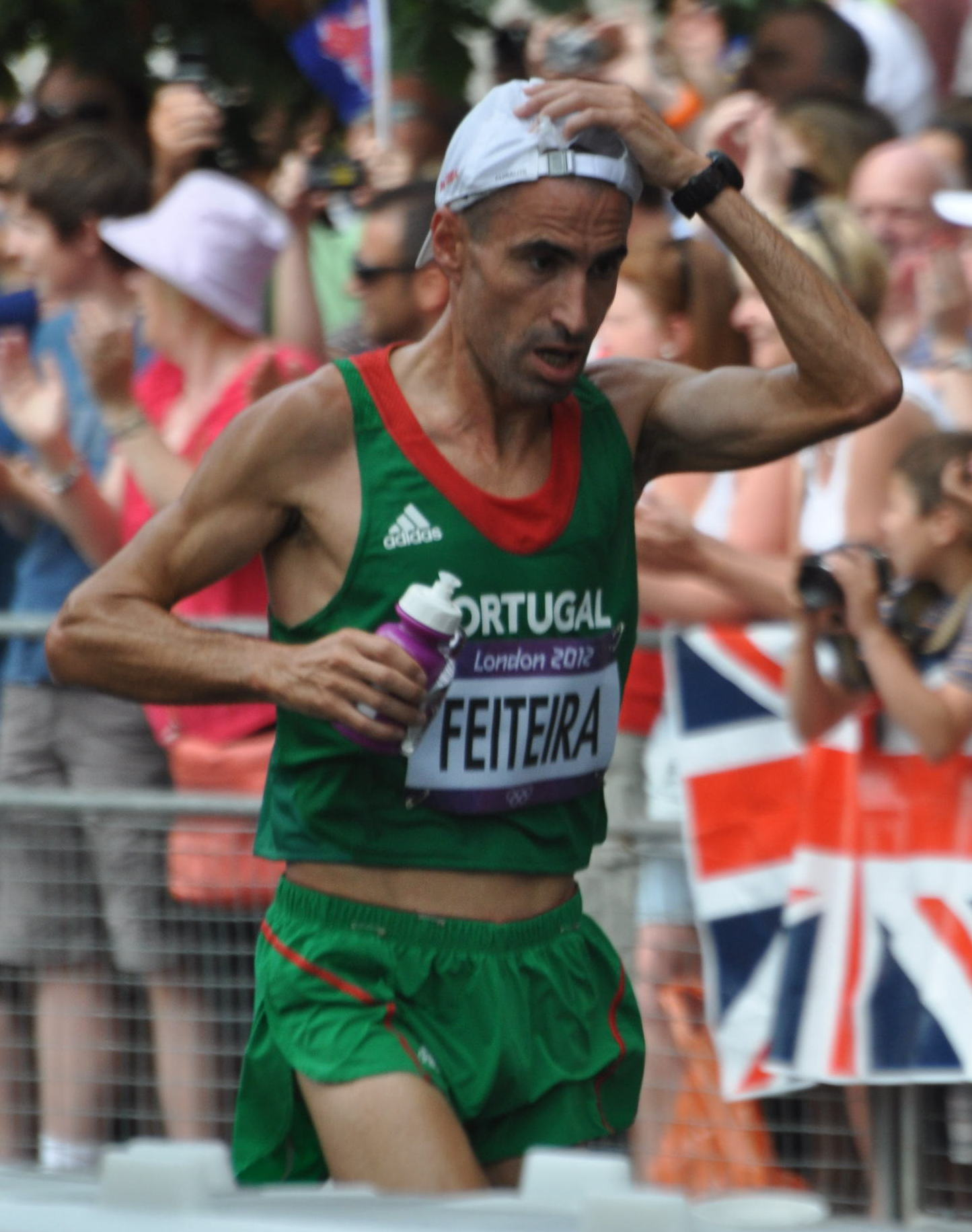
Luís Feiteira belegte Rang zehn

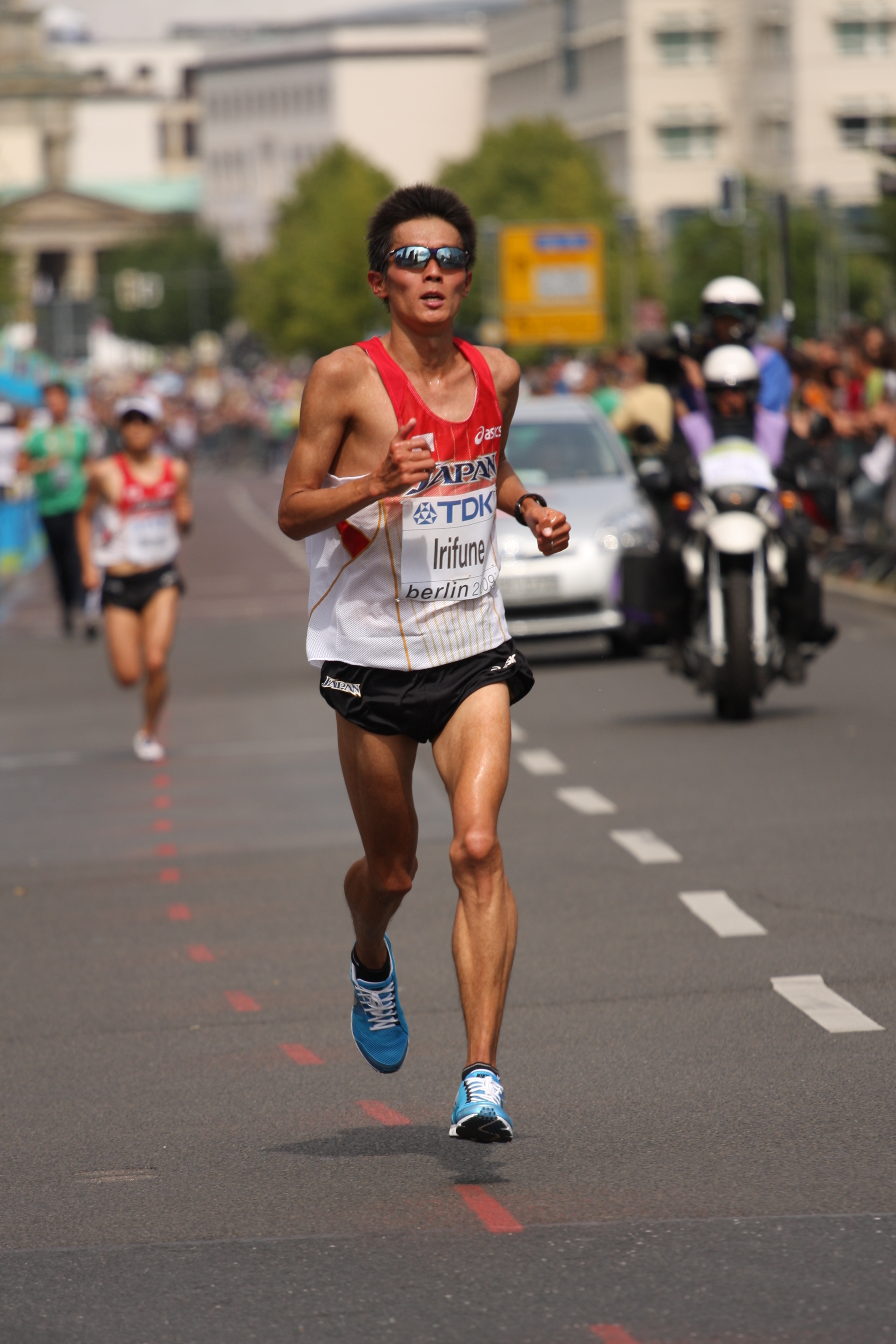
Satoshi Irifune – Platz vierzehn

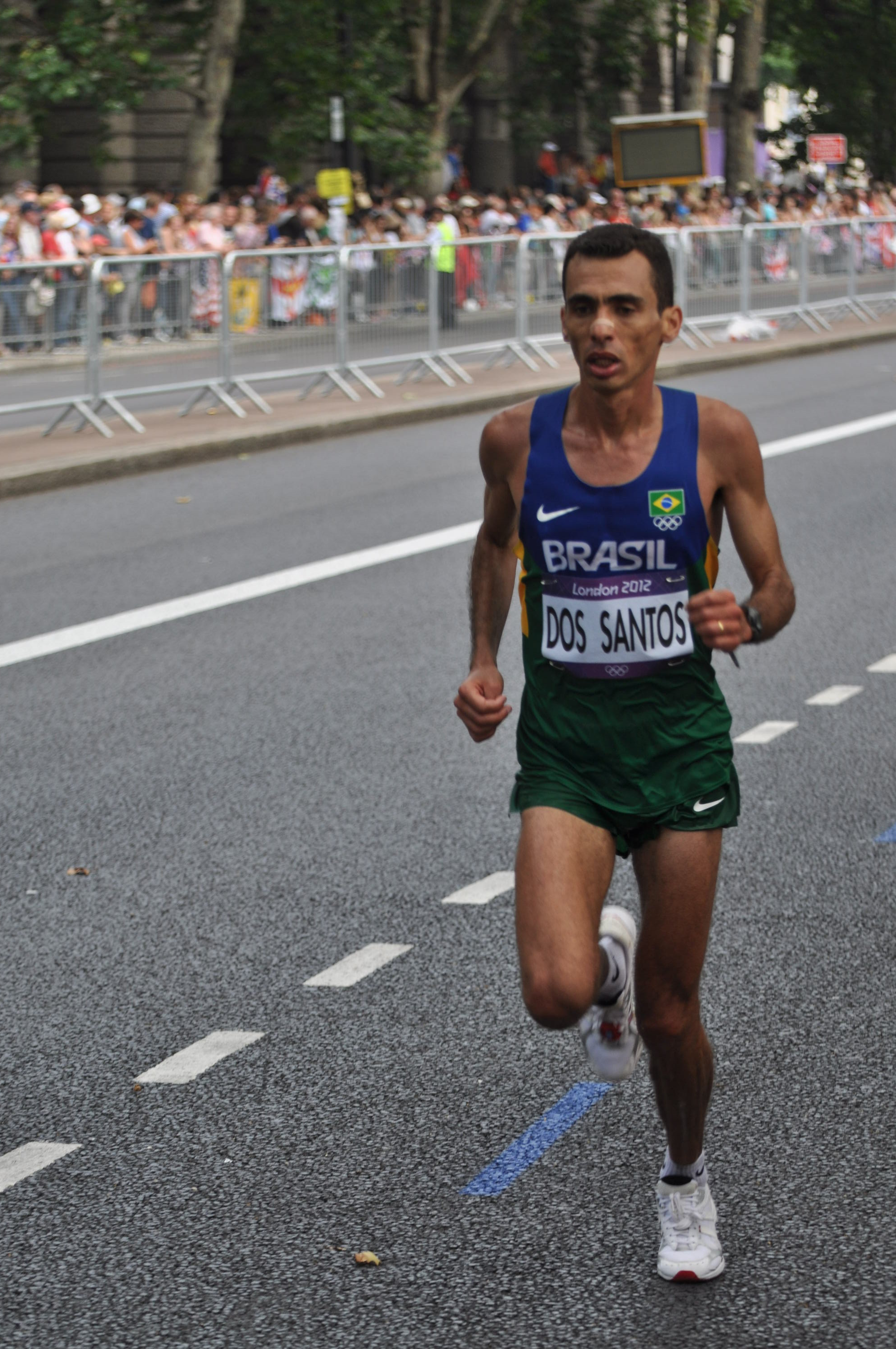
Marílson dos Santos wurde Sechzehnter

22. August 2009, 11:45 Uhr
| Platz | Athlet                     | Land              | Zeit (h)   |
| ----- | -------------------------- | ----------------- | ---------- |
|       | Abel Kirui                 | Kenia             | 2:06:54 CR |
|       | Emmanuel Kipchirchir Mutai | Kenia             | 2:07:48    |
|       | Tsegay Kebede              | Äthiopien         | 2:08:35    |
| 04    | Yemane Tsegay              | Äthiopien         | 2:08:42    |
| 05    | Robert Kipkoech Cheruiyot  | Kenia             | 2:10:46 SB |
| 06    | Atsushi Satō               | Japan             | 2:12:05    |
| 07    | Adil Annani                | Marokko           | 2:12:12    |
| 08    | José Manuel Martínez       | Spanien           | 2:14:04 SB |
| 09    | José Moreira               | Portugal          | 2:14:05 PB |
| 10    | Luís Feiteira              | Portugal          | 2:14:06    |
| 11    | Masaya Shimizu             | Japan             | 2:14:06    |
| 12    | Norman Dlomo               | Südafrika         | 2:14:39 SB |
| 13    | Fernando Silva             | Portugal          | 2:14:48    |
| 14    | Satoshi Irifune            | Japan             | 2:14:54 SB |
| 15    | Dejene Yirdaw              | Äthiopien         | 2:15:09    |
| 16    | Marílson dos Santos        | Brasilien         | 2:15:13 SB |
| 17    | Johannes Kekana            | Südafrika         | 2:15:28 SB |
| 18    | André Pollmächer           | Deutschland       | 2:15:36    |
| 19    | Adriano Bastos             | Brasilien         | 2:15:39 PB |
| 20    | Oleg Kulkow                | Russland          | 2:15:40    |
| 21    | Martin Dent                | Australien        | 2:16:05    |
| 22    | Coolboy Ngamole            | Südafrika         | 2:16:20 SB |
| 23    | José de Souza              | Brasilien         | 2:16:40    |
| 24    | Dan Browne                 | USA               | 2:16:49 SB |
| 25    | Reid Coolsaet              | Kanada            | 2:16:53 PB |
| 26    | Rachid Kisri               | Marokko           | 2:17:01    |
| 27    | Juri Abramow               | Russland          | 2:17:04    |
| 28    | Phaustin Baha Sulle        | Tansania          | 2:17:11    |
| 29    | Bat-Otschiryn Ser-Od       | Mongolei          | 2:17:22 SB |
| 30    | Andrew Letherby            | Australien        | 2:17:29 SB |
| 31    | Daniel Kipkorir Chepyegon  | Uganda            | 2:17:47 SB |
| 32    | Simon Munyutu              | Frankreich        | 2:17:53 SB |
| 33    | Dylan Wykes                | Kanada            | 2:18:00 SB |
| 34    | Martin Beckmann            | Deutschland       | 2:18:08    |
| 35    | George Majaji              | Simbabwe          | 2:17:37 SB |
| 36    | Matt Gabrielson            | USA               | 2:18:41 SB |
| 37    | Alejandro Suárez           | Mexiko            | 2:18:55    |
| 38    | Chang Chia-Che             | Chinesisch Taipeh | 2:19:32 SB |
| 39    | Kazuhiro Maeda             | Japan             | 2:19:59    |
| 40    | Khalid Kamal Yaseen        | Bahrain           | 2:20:11    |
| 41    | James Kibocha Theuri       | Frankreich        | 2:20:24    |
| 42    | Roman Kejžar               | Slowenien         | 2:20:25 SB |
| 43    | Pak Song-chol              | Nordkorea         | 2:21:12    |
| 44    | Driss El Himer             | Frankreich        | 2:21:19    |
| 45    | Lee Myong-seung            | Südkorea          | 2:21:54 SB |
| 46    | Mark Tucker                | Australien        | 2:21:57 SB |
| 47    | José Amado García          | Guatemala         | 2:22:00 SB |
| 48    | Carlos Cordero             | Mexiko            | 2:22:16    |
| 49    | Falk Cierpinski            | Deutschland       | 2:22:36    |
| 50    | Hyon U Ri                  | Nordkorea         | 2:22:48    |
| 51    | Costantino León            | Peru              | 2:23:34 SB |
| 52    | Andrew Smith               | Kanada            | 2:24:48    |
| 53    | Samir Baala                | Frankreich        | 2:25:12    |
| 54    | Juan Gualberto Vargas      | Mexiko            | 2:25:26    |
| 55    | Giitah Macharia            | Kanada            | 2:25:40 SB |
| 56    | Getuli Bayo                | Tansania          | 2:25:52 SB |
| 57    | Scott Westcott             | Australien        | 2:26:02    |
| 58    | Nelson Cruz                | Kap Verde         | 2:27:16 SB |
| 59    | Andrea Silvini             | Tansania          | 2:28:48    |
| 60    | Arata Fujiwara             | Japan             | 2:31:06 SB |
| 61    | Valery Pisarev             | Kirgisistan       | 2:31:32 SB |
| 62    | Nate Jenkins               | USA               | 2:32:16 SB |
| 63    | Wodage Zvadya              | Israel            | 2:34:58    |
| 64    | Lee Myong-ki               | Südkorea          | 2:35:12    |
| 65    | Tobias Sauter              | Deutschland       | 2:35:43    |
| 66    | Pedro Nimo                 | Spanien           | 2:36:39    |
| 67    | Tesfayohannes Mesfin       | Eritrea           | 2:36:39    |
| 68    | Yook Geuntae               | Südkorea          | 2:40:47    |
| 69    | Sangay Wangchuk            | Bhutan            | 2:47:55 NR |
| DNF   | Stephen Loruo Kamar        | Bahrain           |            |
| DNF   | Franklin Tenorio           | Ecuador           |            |
| DNF   | Yared Asmerom              | Eritrea           |            |
| DNF   | Yonas Kifle                | Eritrea           |            |
| DNF   | Rafael Iglesias            | Spanien           |            |
| DNF   | Deressa Chimsa             | Äthiopien         |            |
| DNF   | Deriba Merga               | Äthiopien         |            |
| DNF   | Loïc Letellier             | Frankreich        |            |
| DNF   | Benjamin Kolum Kiptoo      | Kenia             |            |
| DNF   | Sechaba Bohosi             | Lesotho           |            |
| DNF   | Reinhold Ndalikokule Iita  | Namibia           |            |
| DNF   | Mubarak Hassan Shami       | Katar             |            |
| DNF   | Lucian Disdery Hombo       | Tansania          |            |
| DNF   | Christopher Isengwe        | Tansania          |            |
| DNF   | Nicholas Kiprono           | Uganda            |            |
| DNF   | Amos Masai                 | Uganda            |            |
| DNF   | Ji Young-jun               | Südkorea          |            |
| DNF   | Dieudonné Disi             | Ruanda            |            |
| DNF   | Michael Aish               | Neuseeland        |            |
| DNF   | Justin Young               | USA               |            |
| DOP   | Michail Lemajew            | Russland          |            |
| DOP   | Abderrahim Goumri          | Marokko           |            |
| DNS   | Ali Mabrouk El Zaidi       | Libyen            |            |
| DNS   | Kensuke Takahashi          | Japan             |            |
| DNS   | Ruggero Pertile            | Italien           |            |
| DNS   | Daniel Rono                | Kenia             |            |
| DNS   | Edwardo Torres             | USA               |            |
| DNS   | Jaouad Gharib              | Monaco            |            |
| DNS   | Hwang Jun-hyeon            | Südkorea          |            |

## Marathon-Cup
| Platz | Land        | Athleten                                                        | Zeit (h) |
| ----- | ----------- | --------------------------------------------------------------- | -------- |
| 01    | Kenia       | Abel Kirui Emmanuel Kipchirchir Mutai Robert Kipkoech Cheruiyot | 6:25:28  |
| 02    | Äthiopien   | Tsegay Kebede Yemane Tsegay Dejene Yirdaw                       | 6:32:26  |
| 03    | Japan       | Atsushi Satō Masaya Shimizu Satoshi Irifune                     | 6:41:05  |
| 04    | Portugal    | José Moreira Luís Feiteira Fernando Silva                       | 7:15:00  |
| 05    | Südafrika   | Norman Dlomo Johannes Kekana Coolboy Ngamole                    | 6:42:59  |
| 06    | Brasilien   | Marílson dos Santos y Adriano Bastos José de Souza              | 6:46:27  |
| 07    | Australien  | Martin Dent Andrew Letherby Mark Tucker                         | 6:47:32  |
| 08    | Deutschland | André Pollmächer Martin Beckmann Falk Cierpinski                | 6:55:31  |
| 09    | Frankreich  | Simon Munyutu James Kibocha Theuri Driss El Himer               | 6:59:36  |
| 10    | Kanada      | Reid Coolsaet Dylan Wykes Andrew Smith                          | 6:59:41  |
| 11    | Mexiko      | Alejandro Suárez Carlos Cordero Juan Gualberto Vargas           | 7:06:37  |
| 12    | USA         | Dan Browne Matt Gabrielson Nate Jenkins                         | 7:07:46  |
| 13    | Tansania    | Phaustin Baha Sulle Getuli Bayo Andrea Silvini                  | 7:11:51  |
| 14    | Südkorea    | Lee Myong-seung Lee Myong-ki Yook Geuntae                       | 7:37:53  |

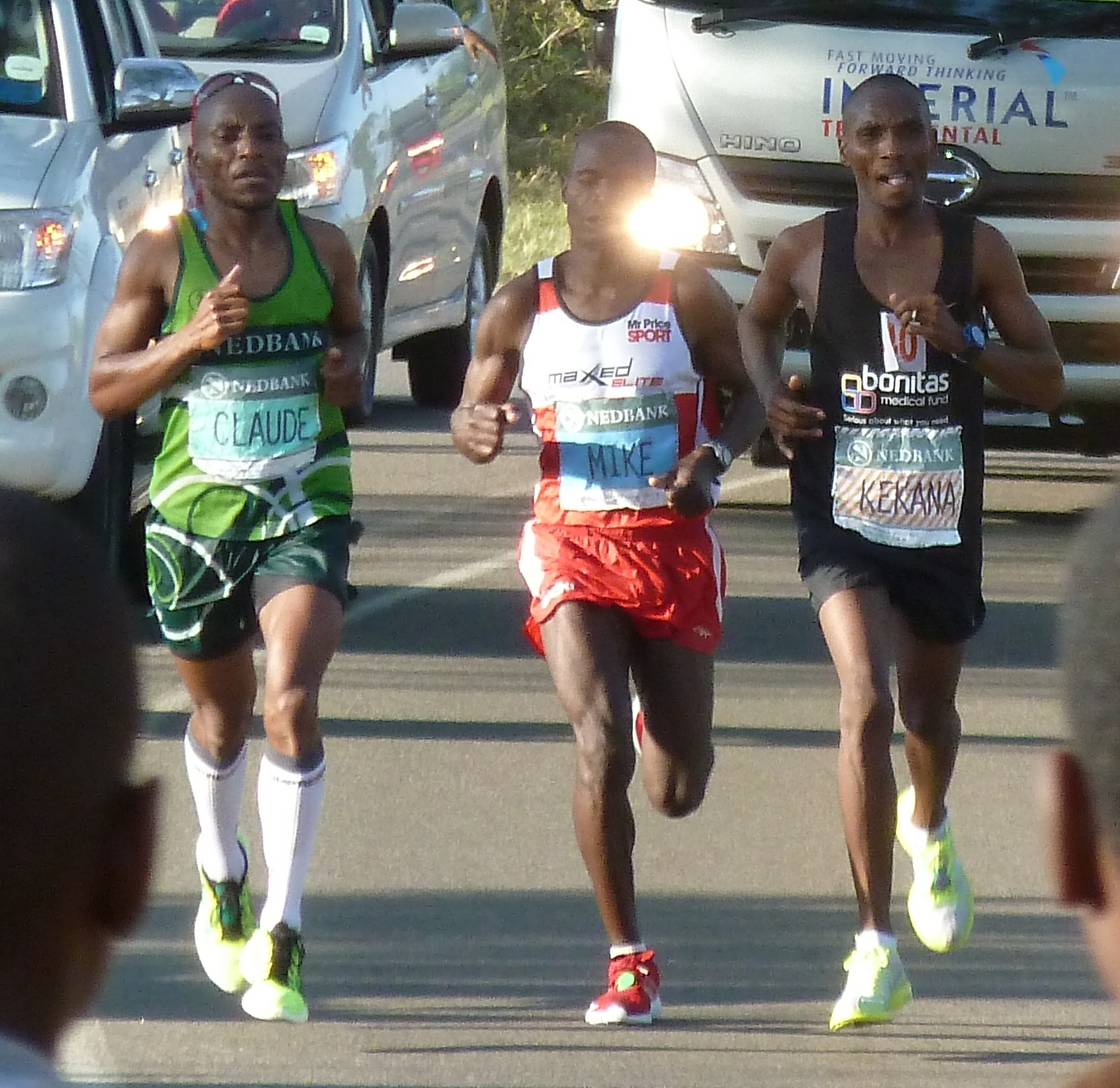
Johannes Kekana (rechts) – Platz siebzehn
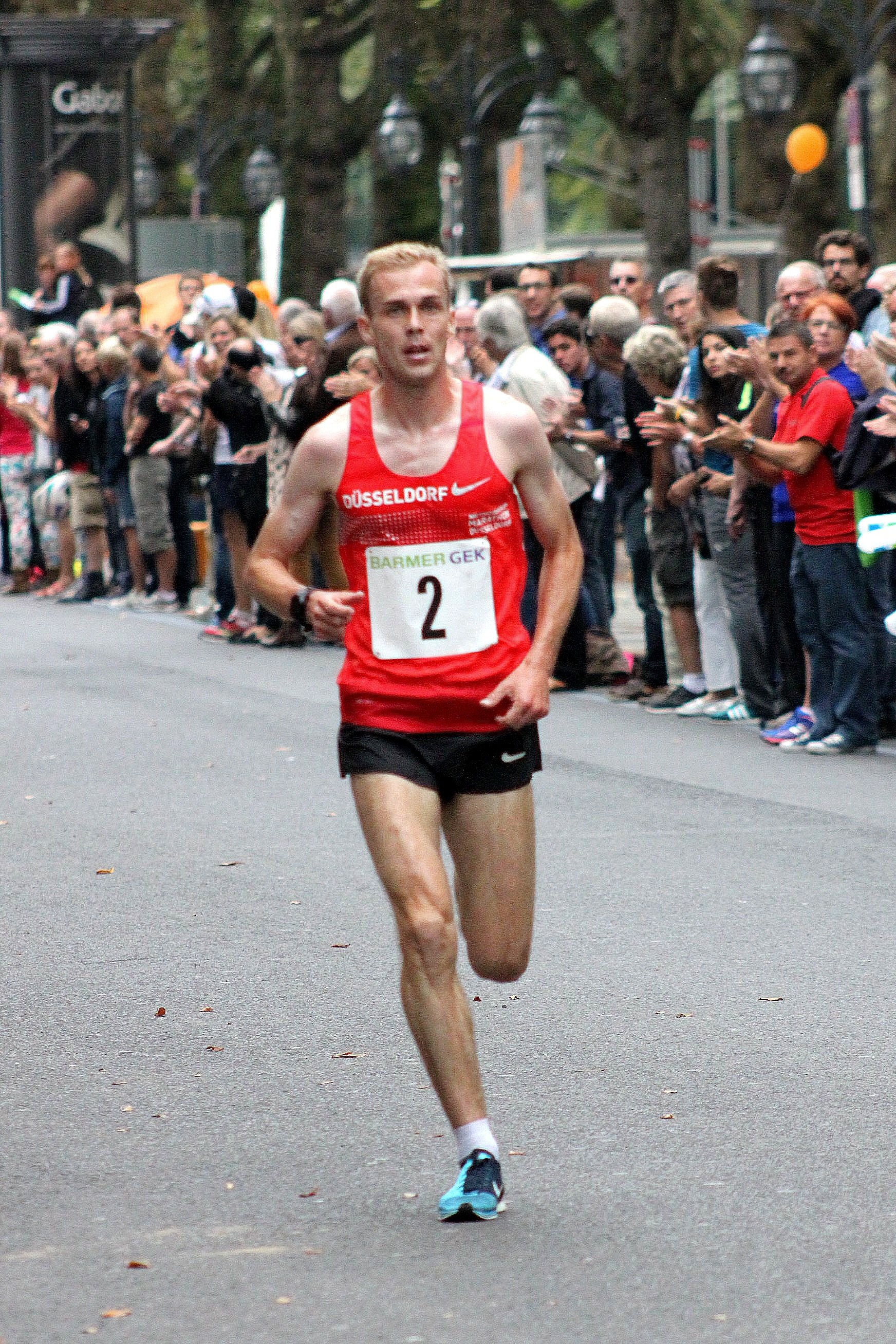
Rang achtzehn für André Pollmächer
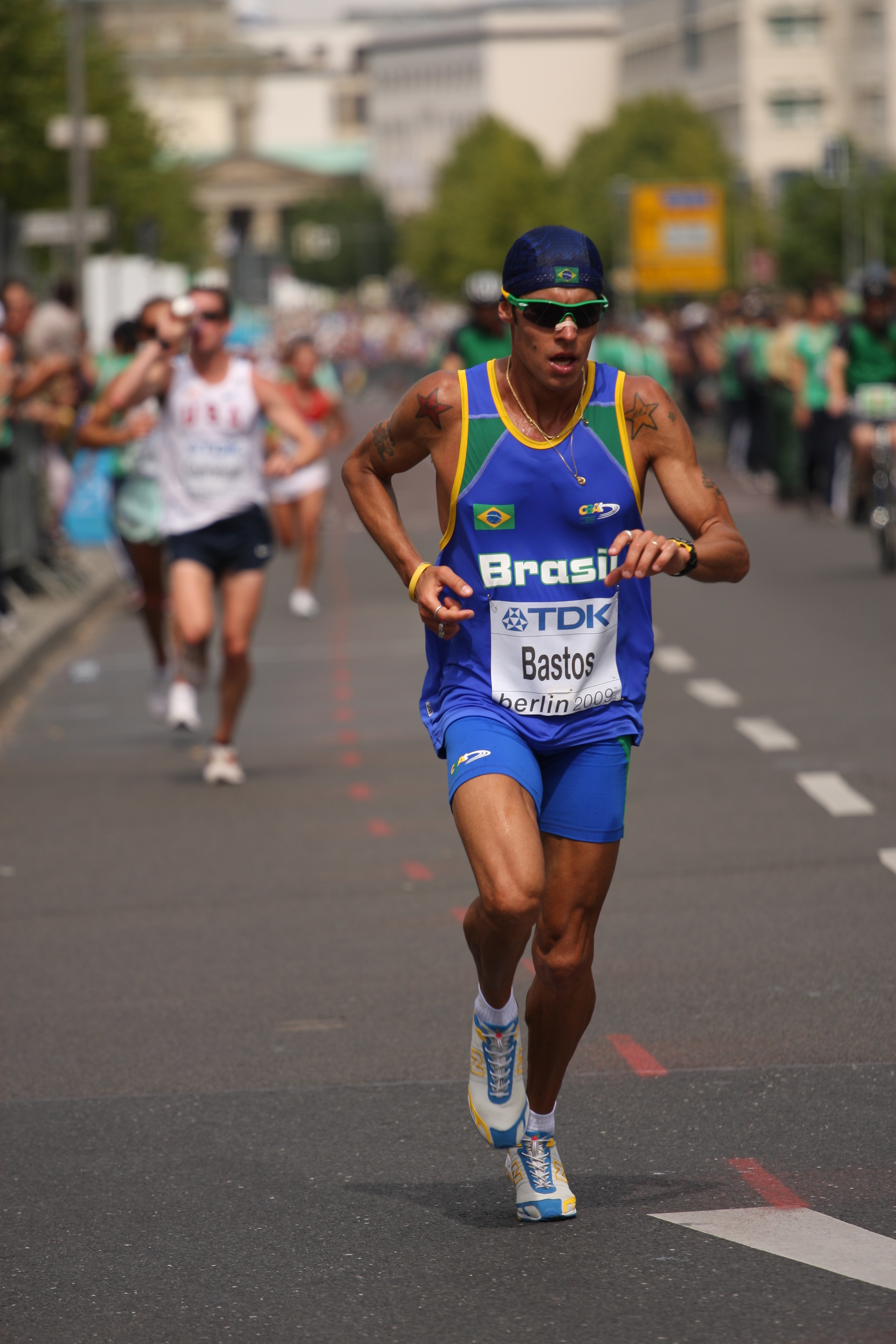
Adriano Bastos kam auf den neunzehnten Platz
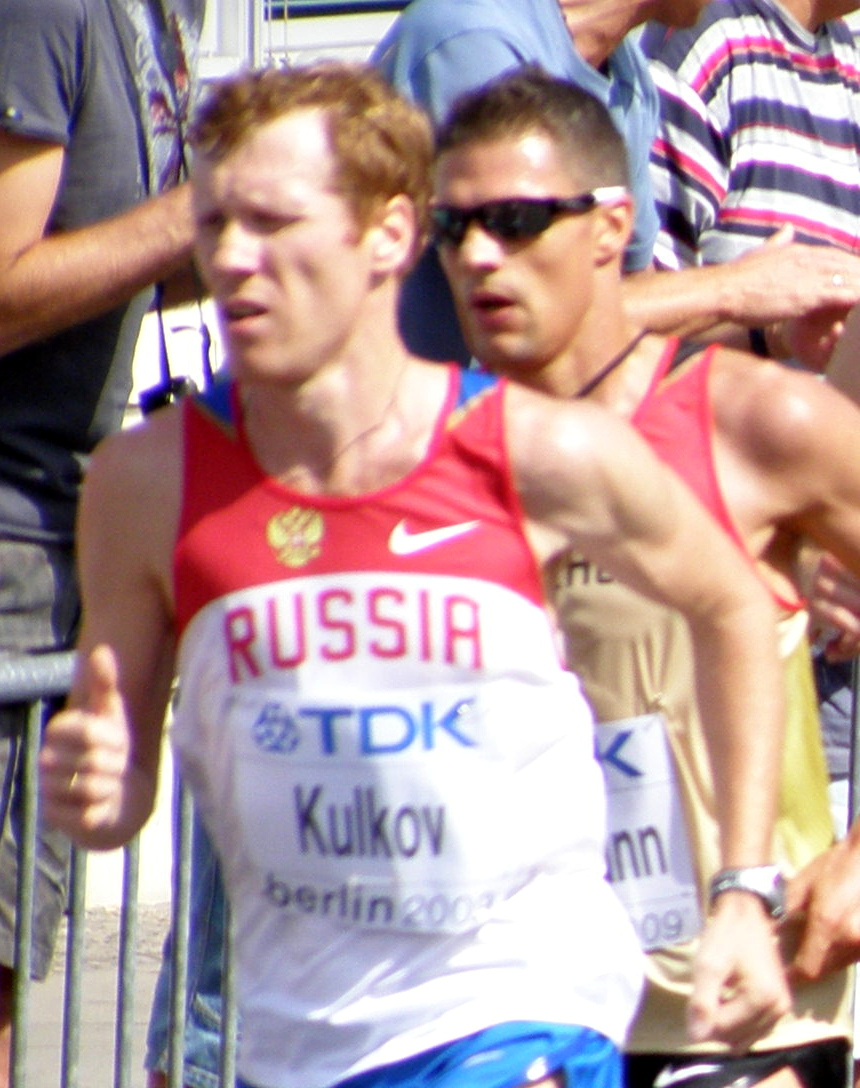
Oleg Kulkow (links) – Rang 20 Martin Beckmann – Rang 34
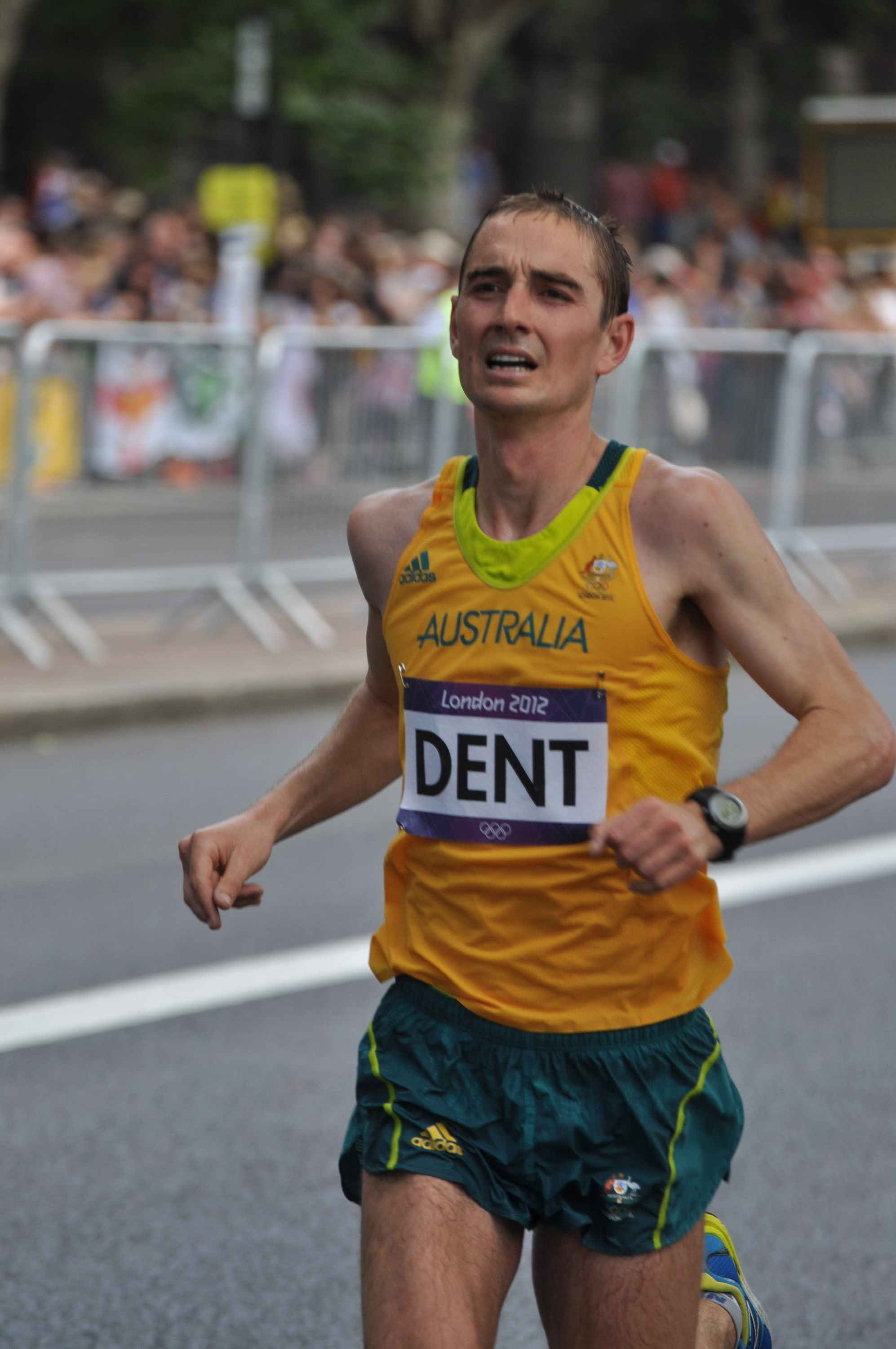
Martin Dent – Rang 21
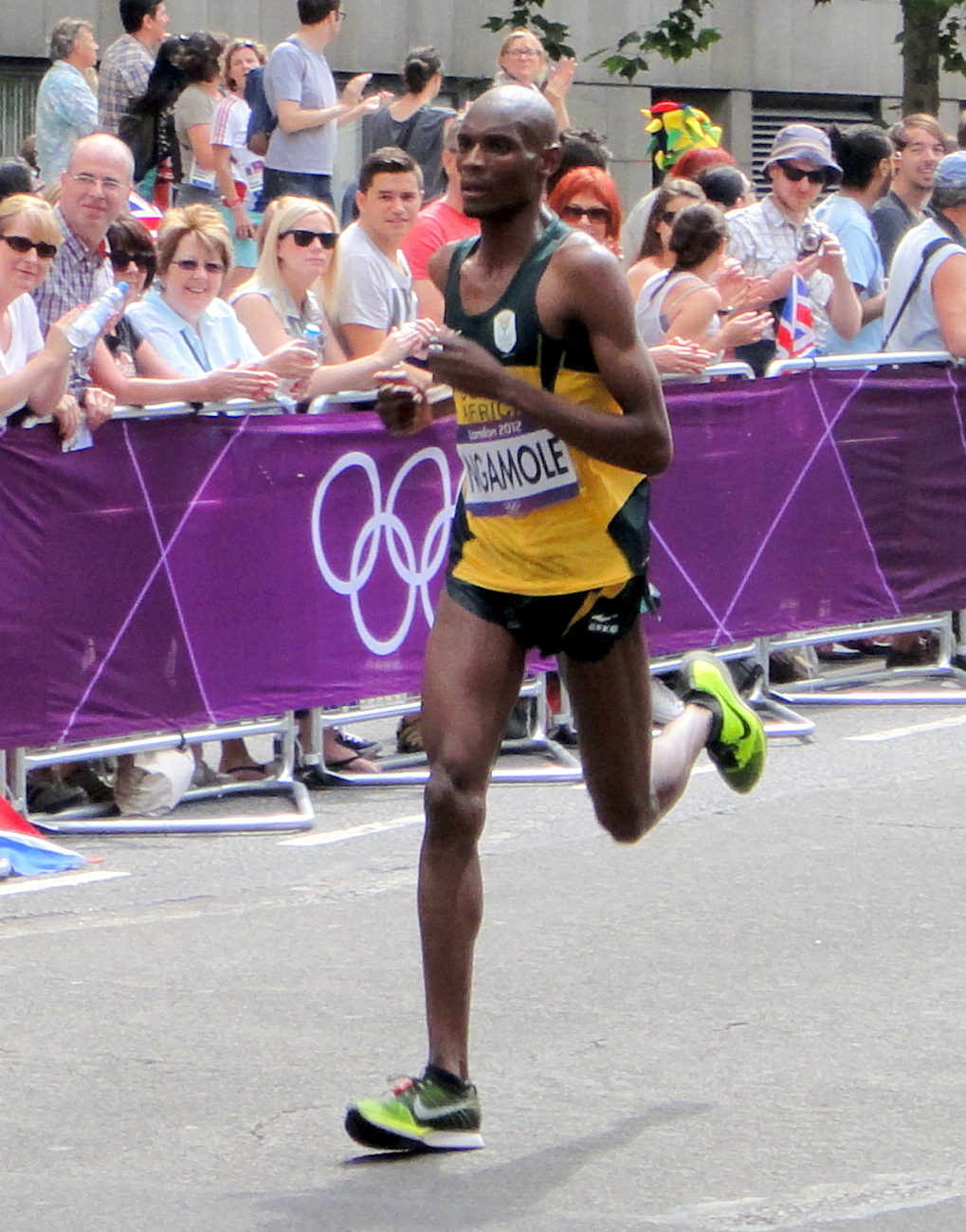
Coolboy Ngamole – Rang 22
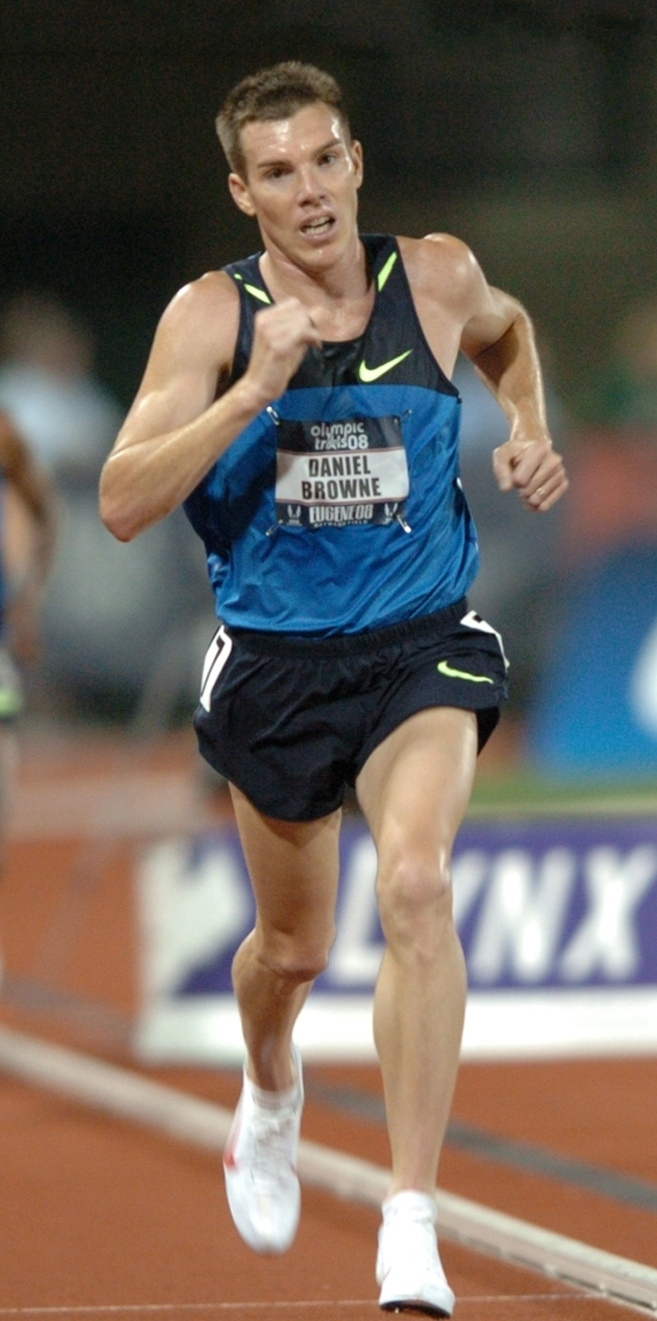
Dan Browne – Rang 24
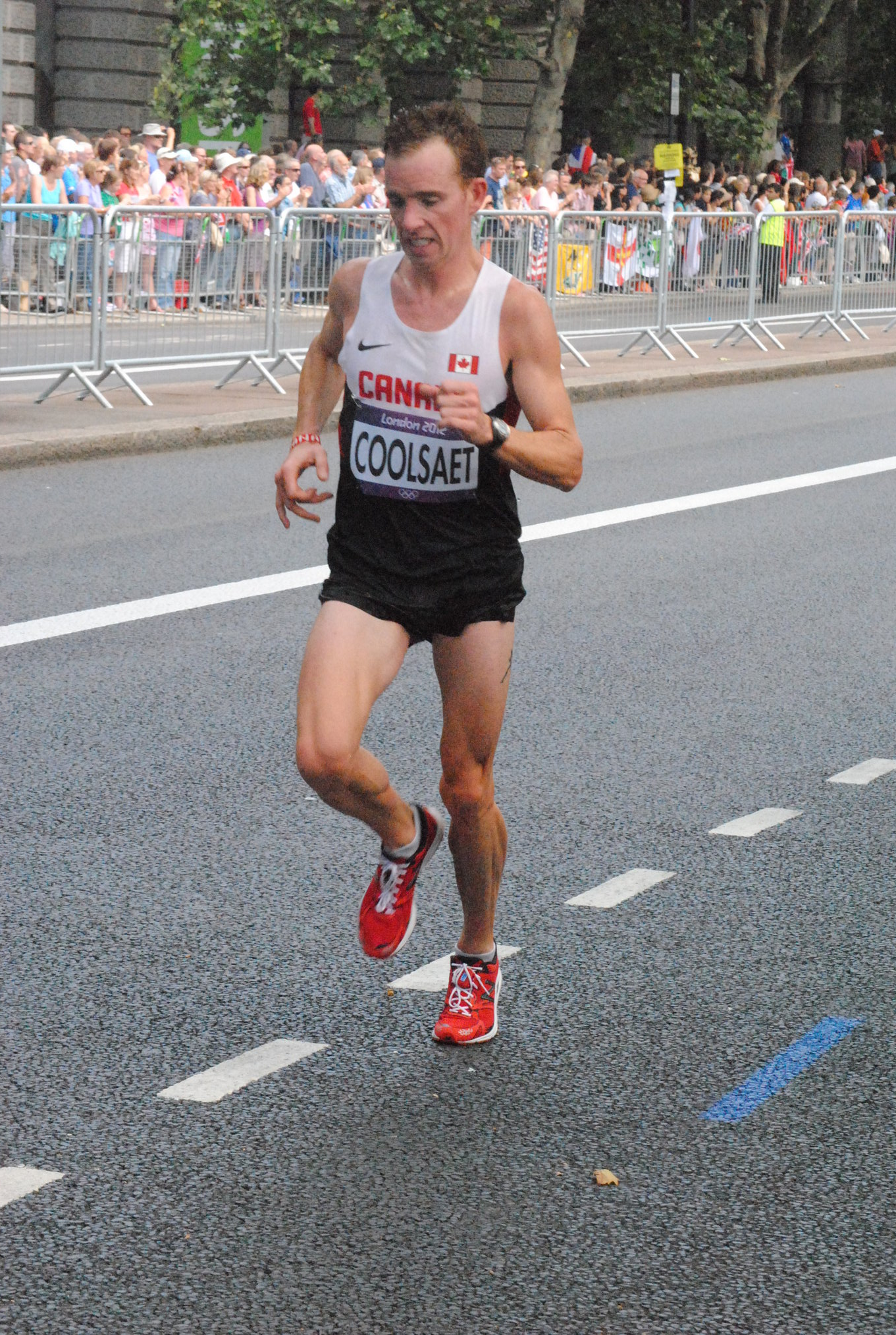
Reid Coolsaet – Rang 25
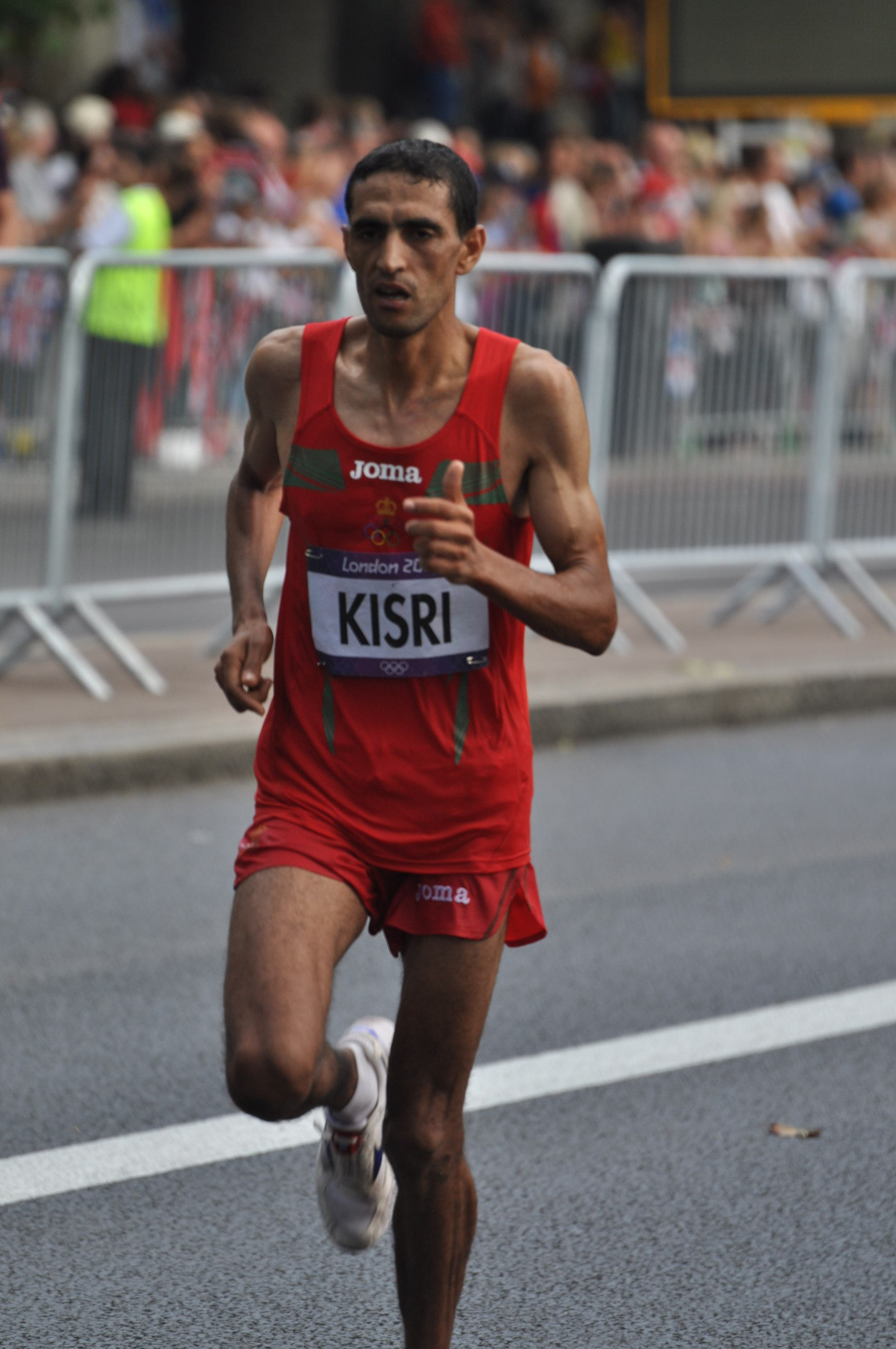
Rachid Kisri – Rang 26
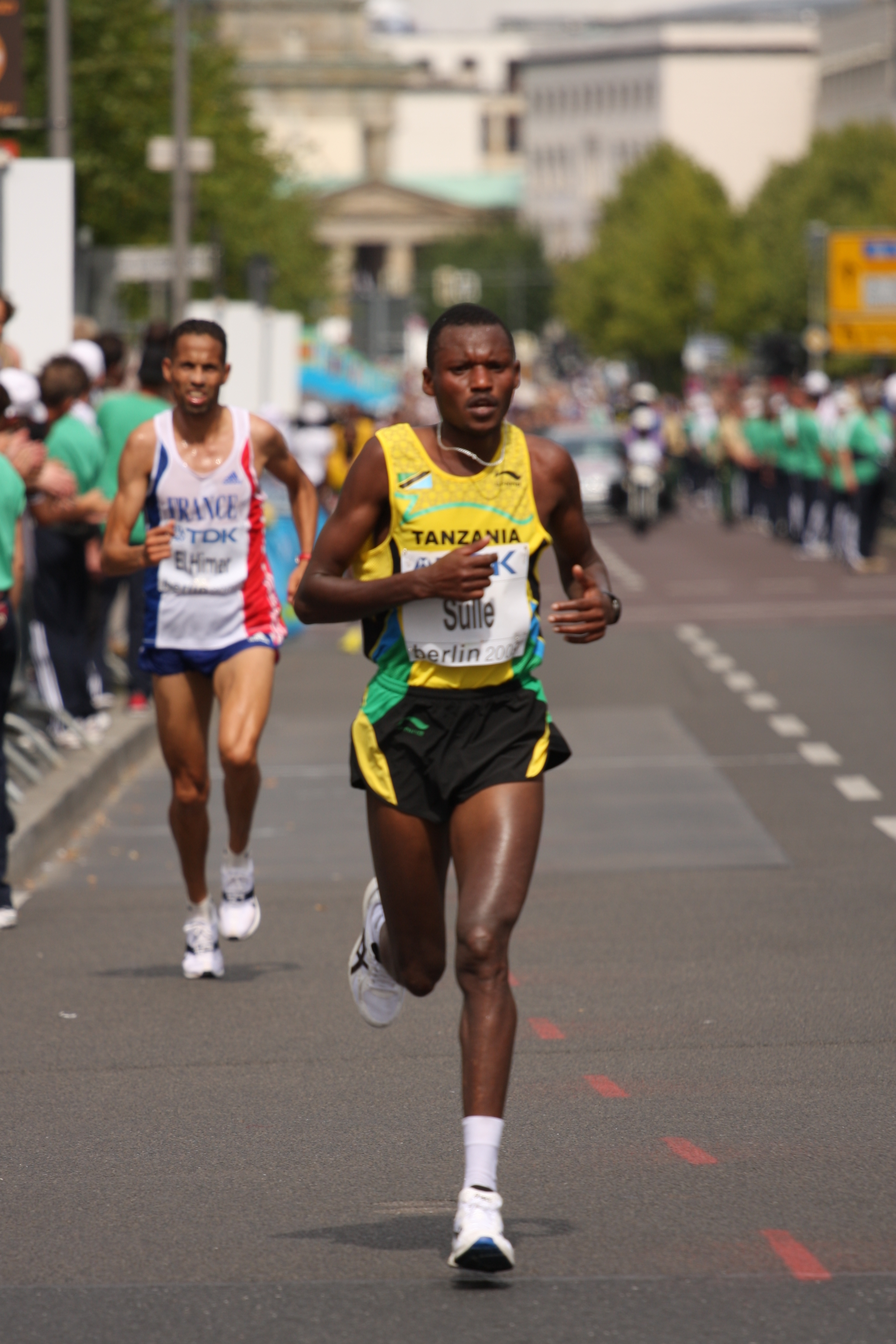
Phaustin Baha Sulle – Rang 28
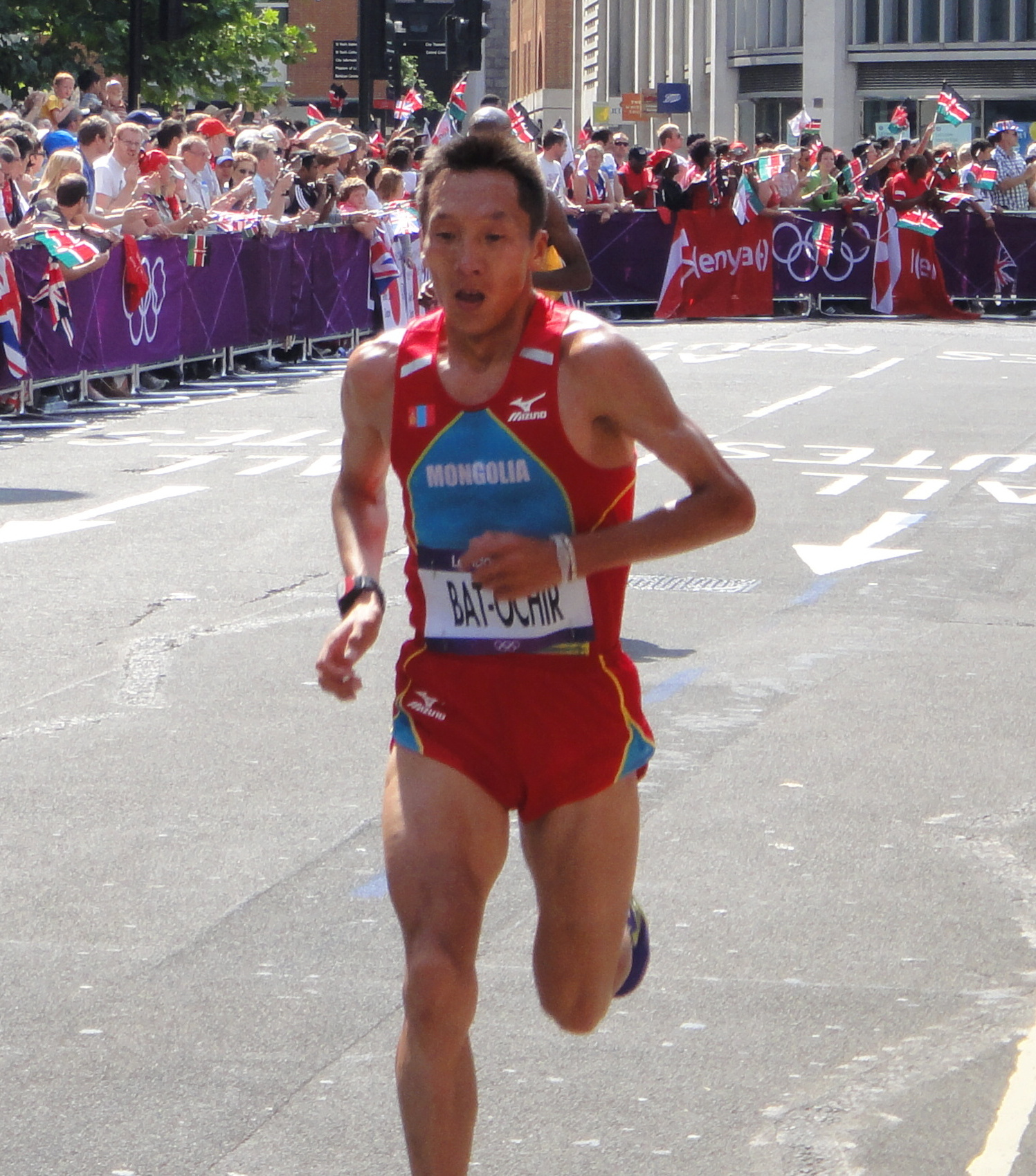
Bat-Otschiryn Ser-Od – Rang 29
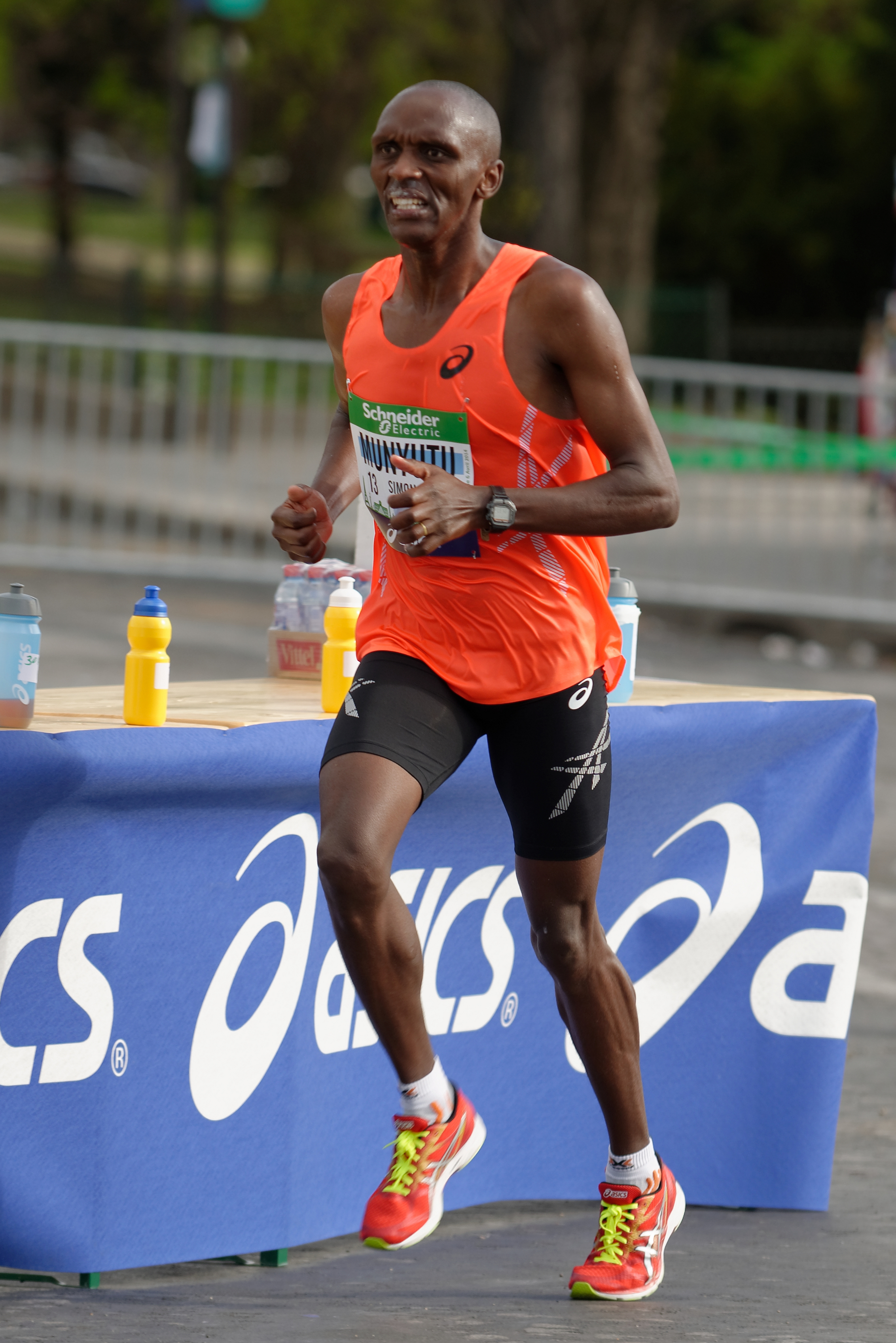
Simon Munyutu – Rang 32
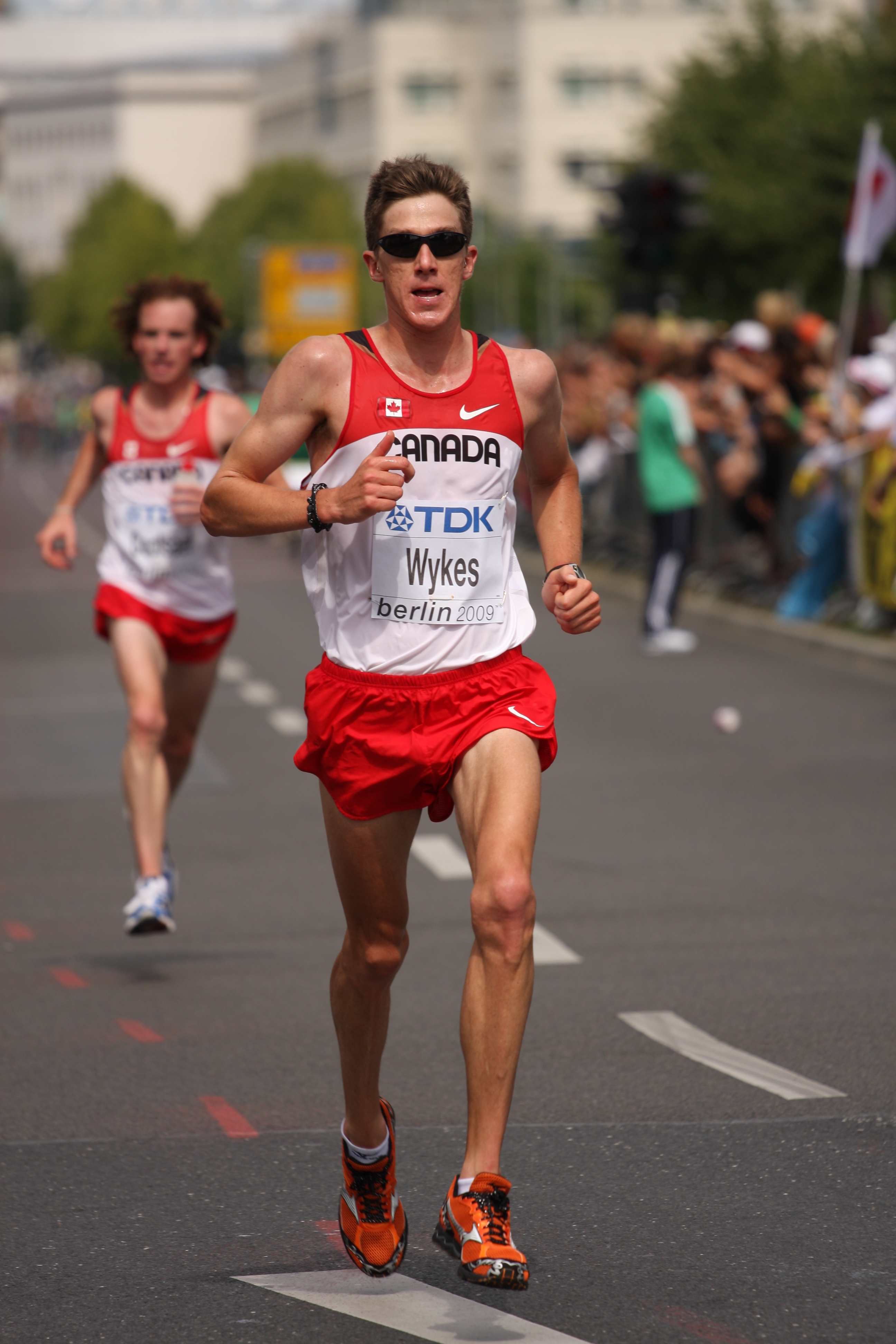
Dylan Wykes – Rang 33
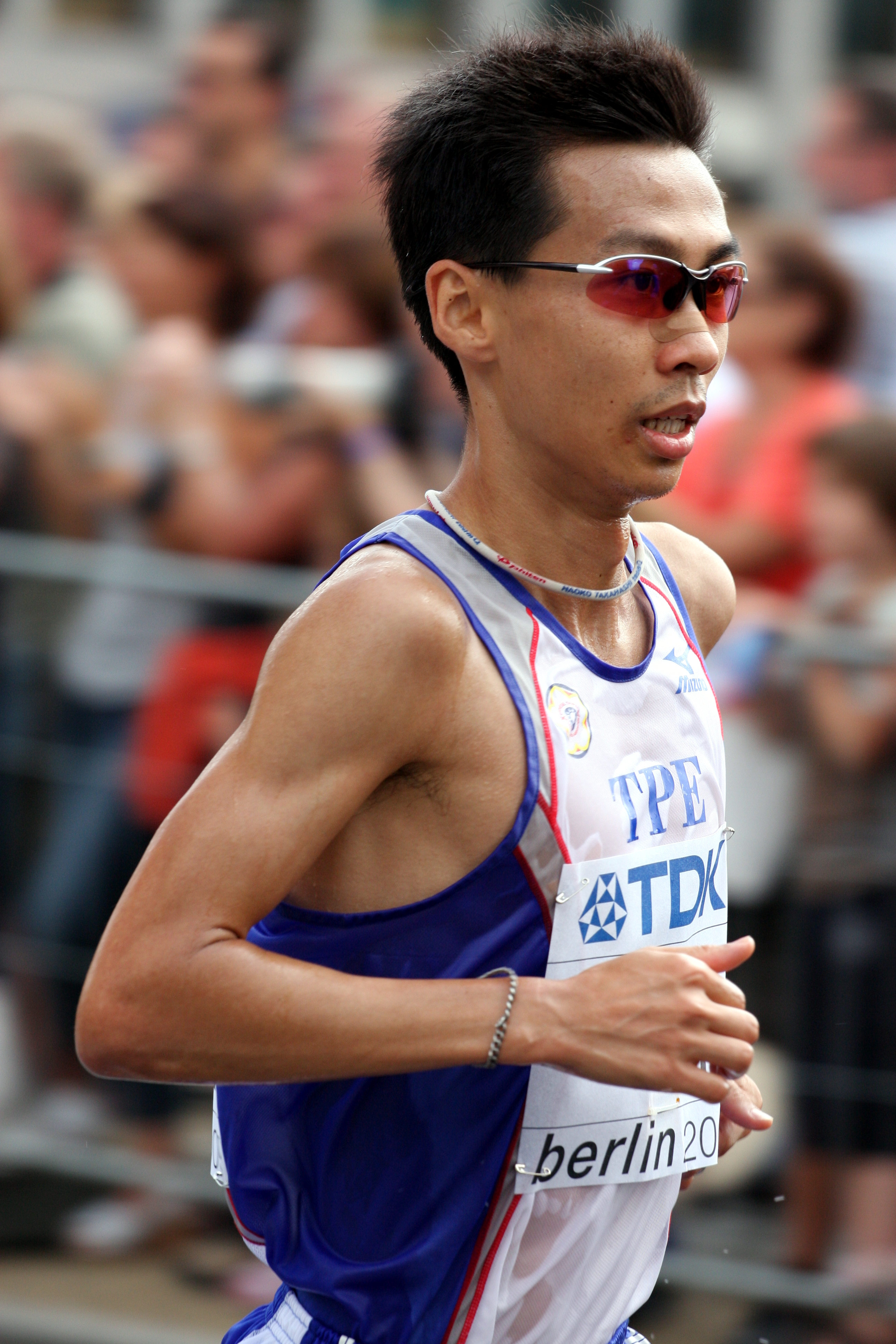
Chang Chia-Che – Rang 38
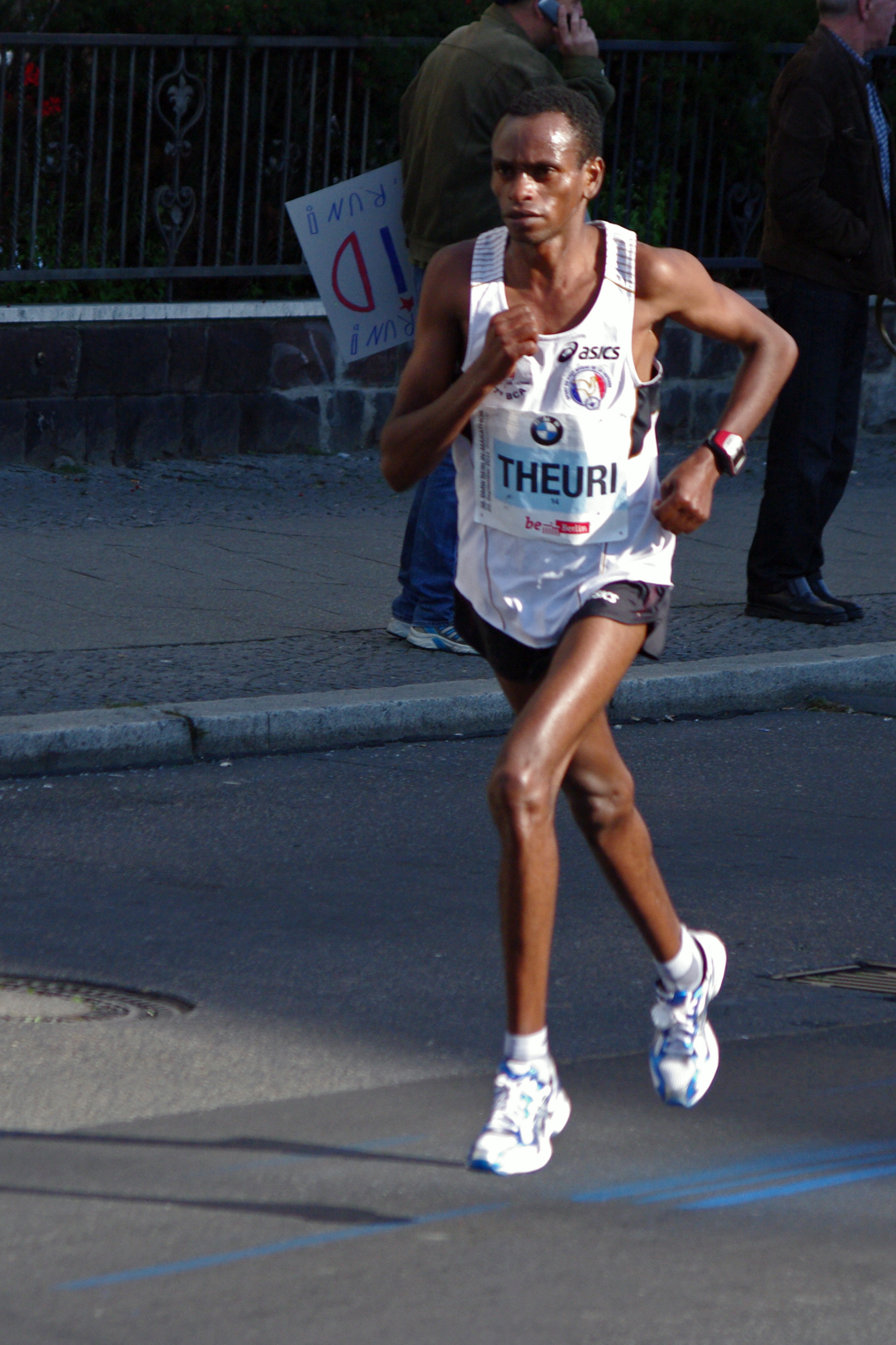
James Kibocha Theuri – Rang 41
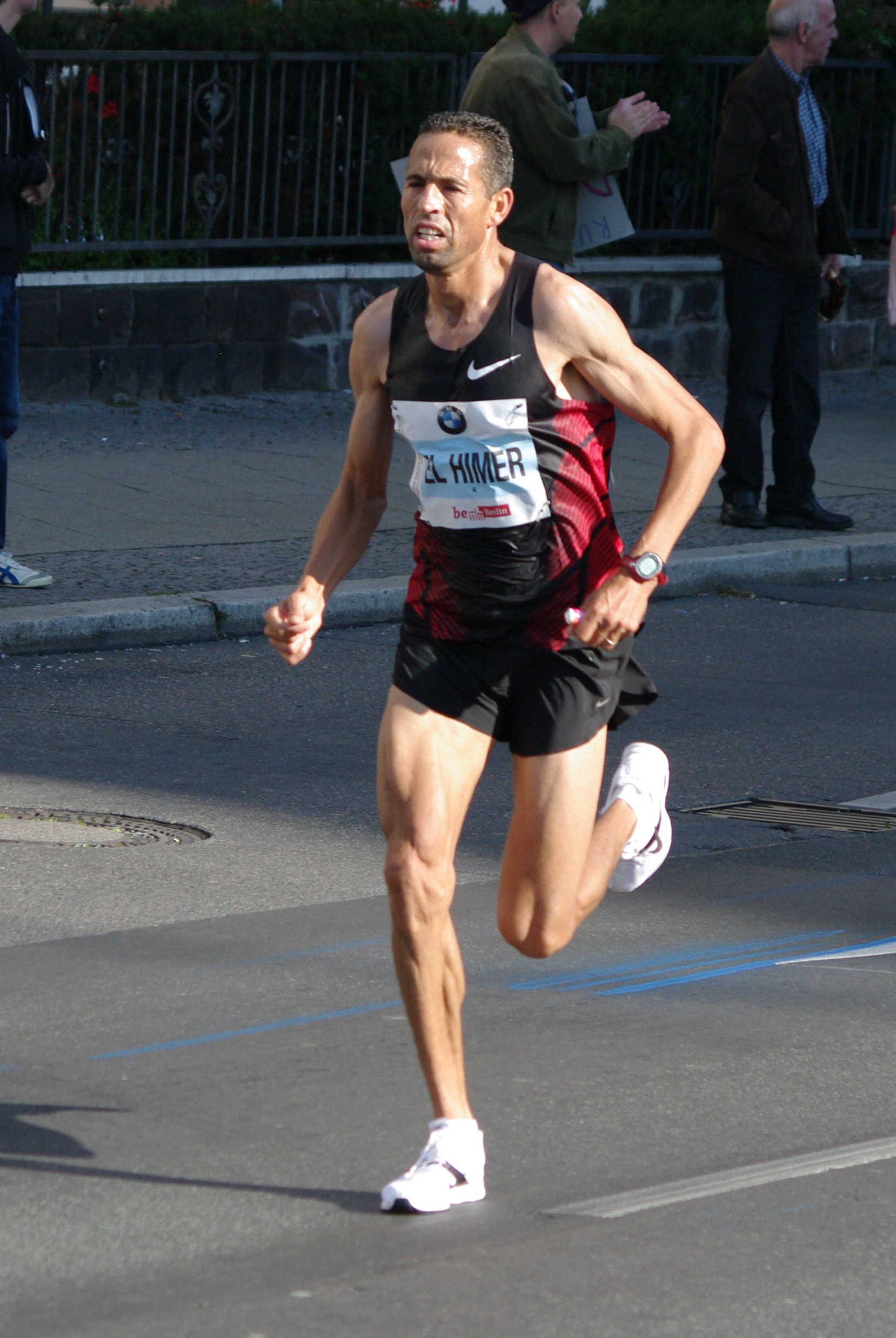
Driss El Himer – Rang 44
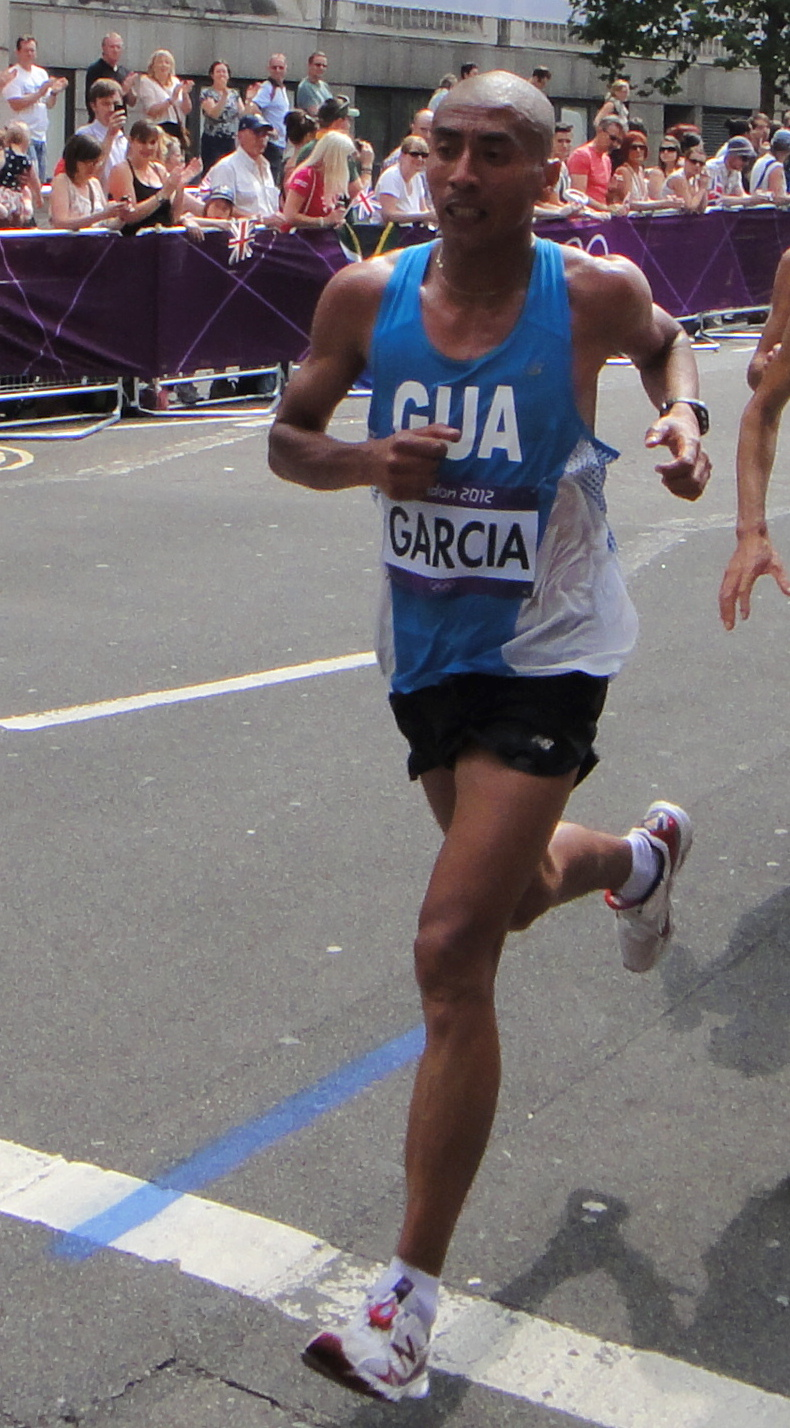
José Amado García – Rang 47
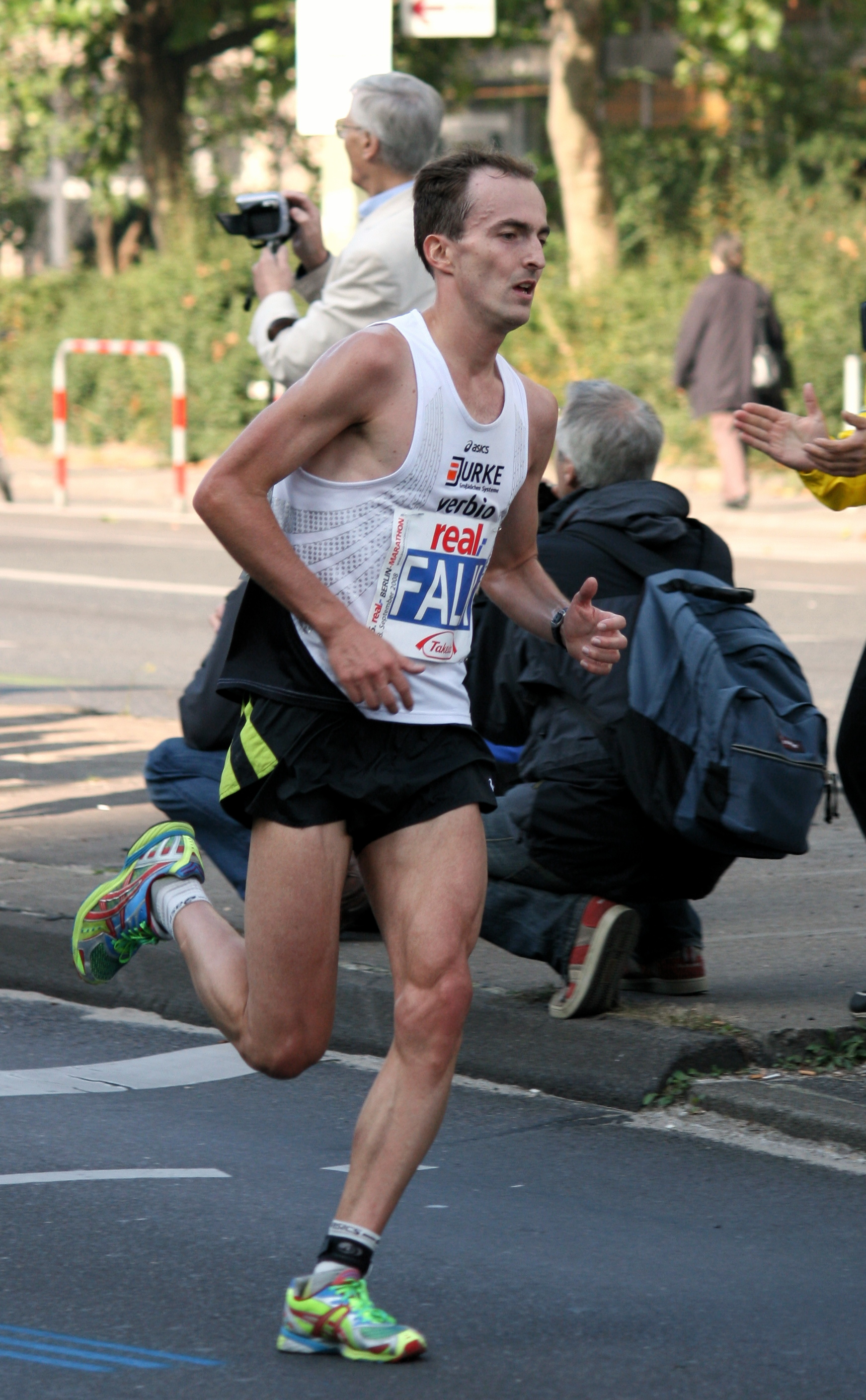
Falk Cierpinski – Rang 49
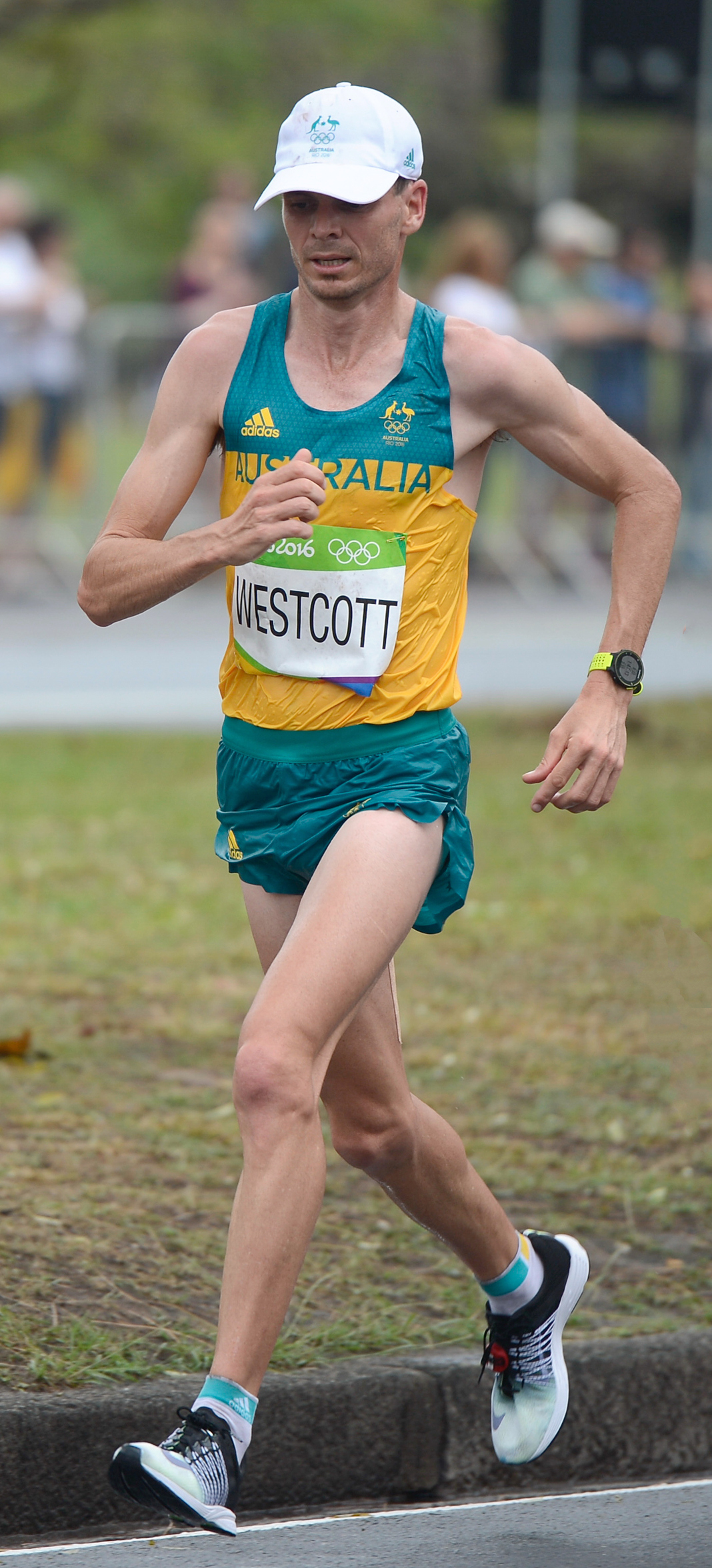
Scott Westcott – Rang 57
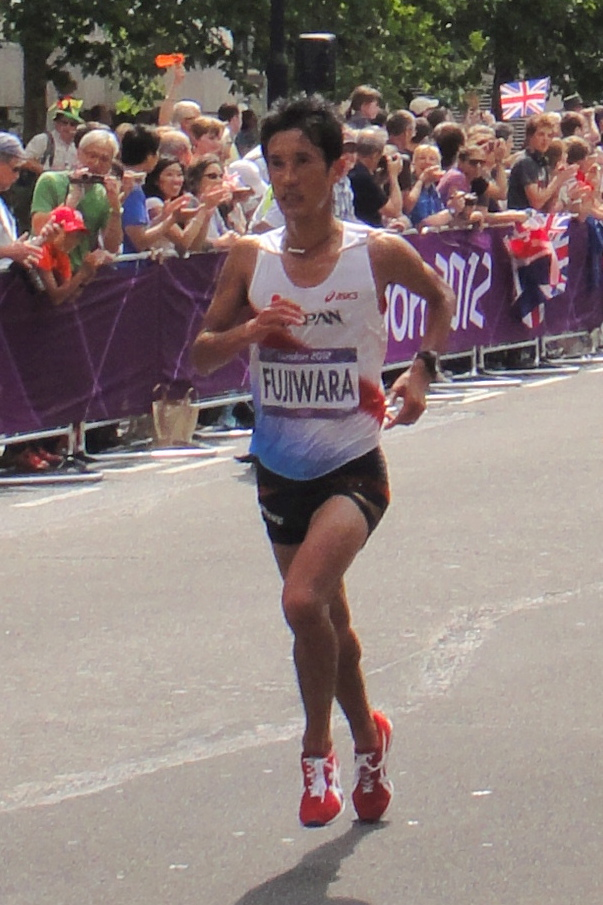
Arata Fujiwara – Rang sechzig
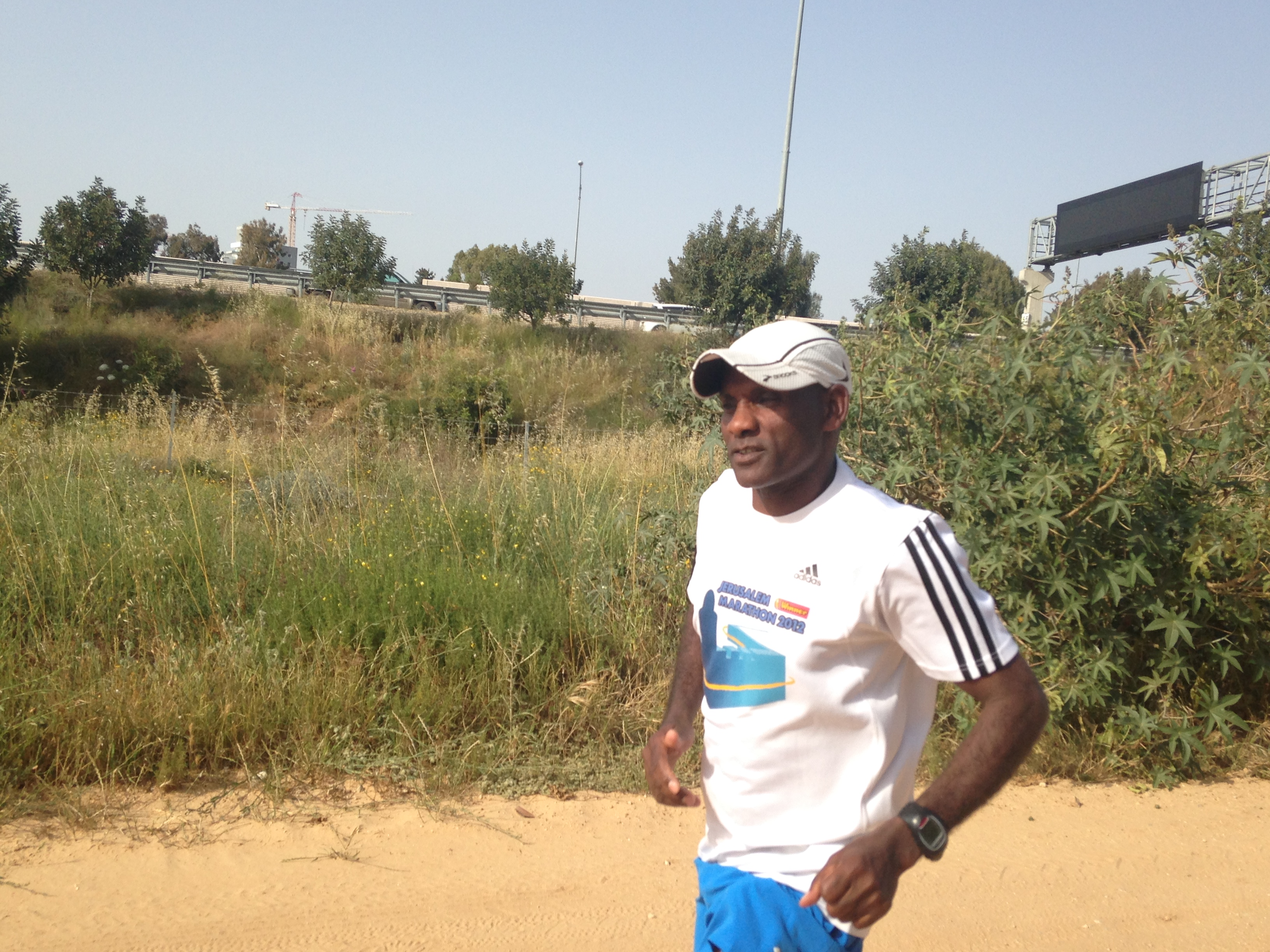
Wodage Zvadya – Rang 63
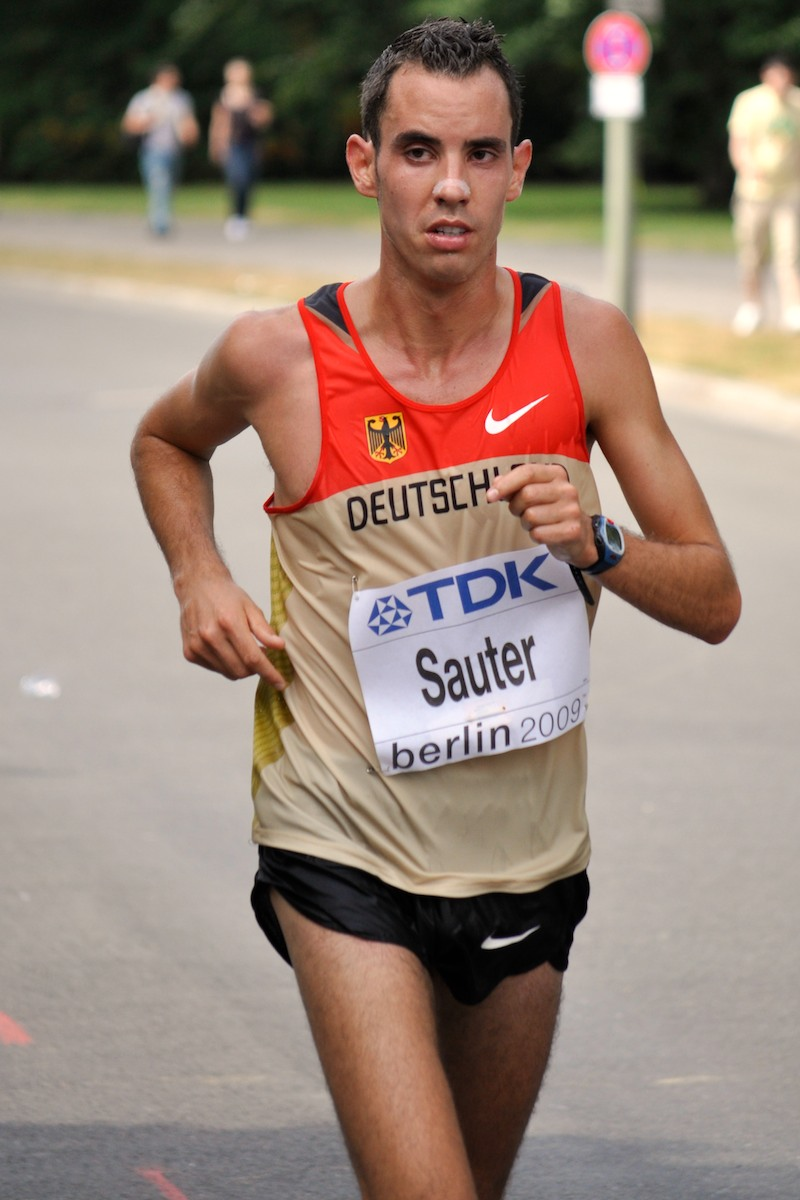
Tobias Sauter – Rang 65
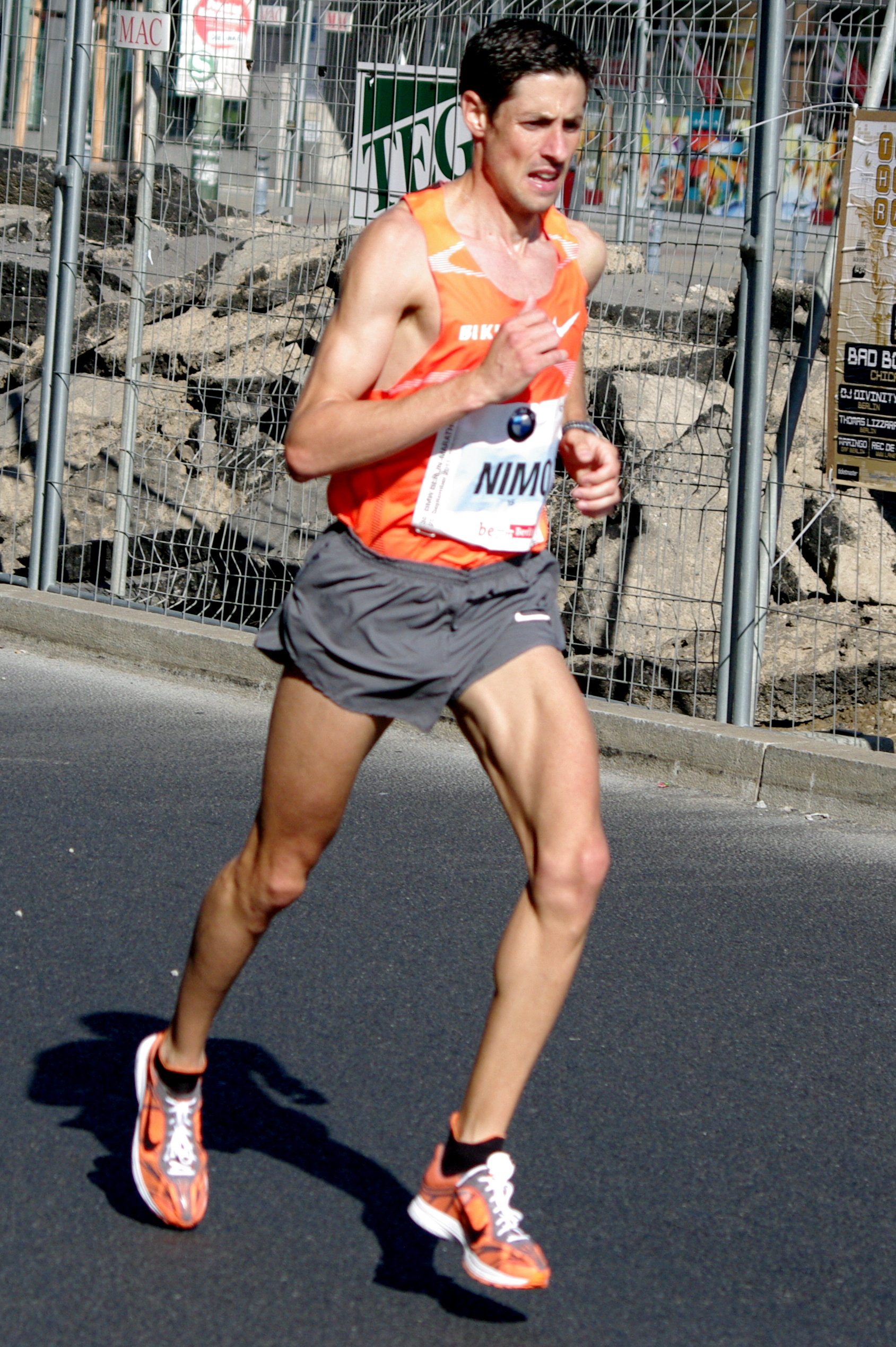
Pedro Nimo – Rang 66
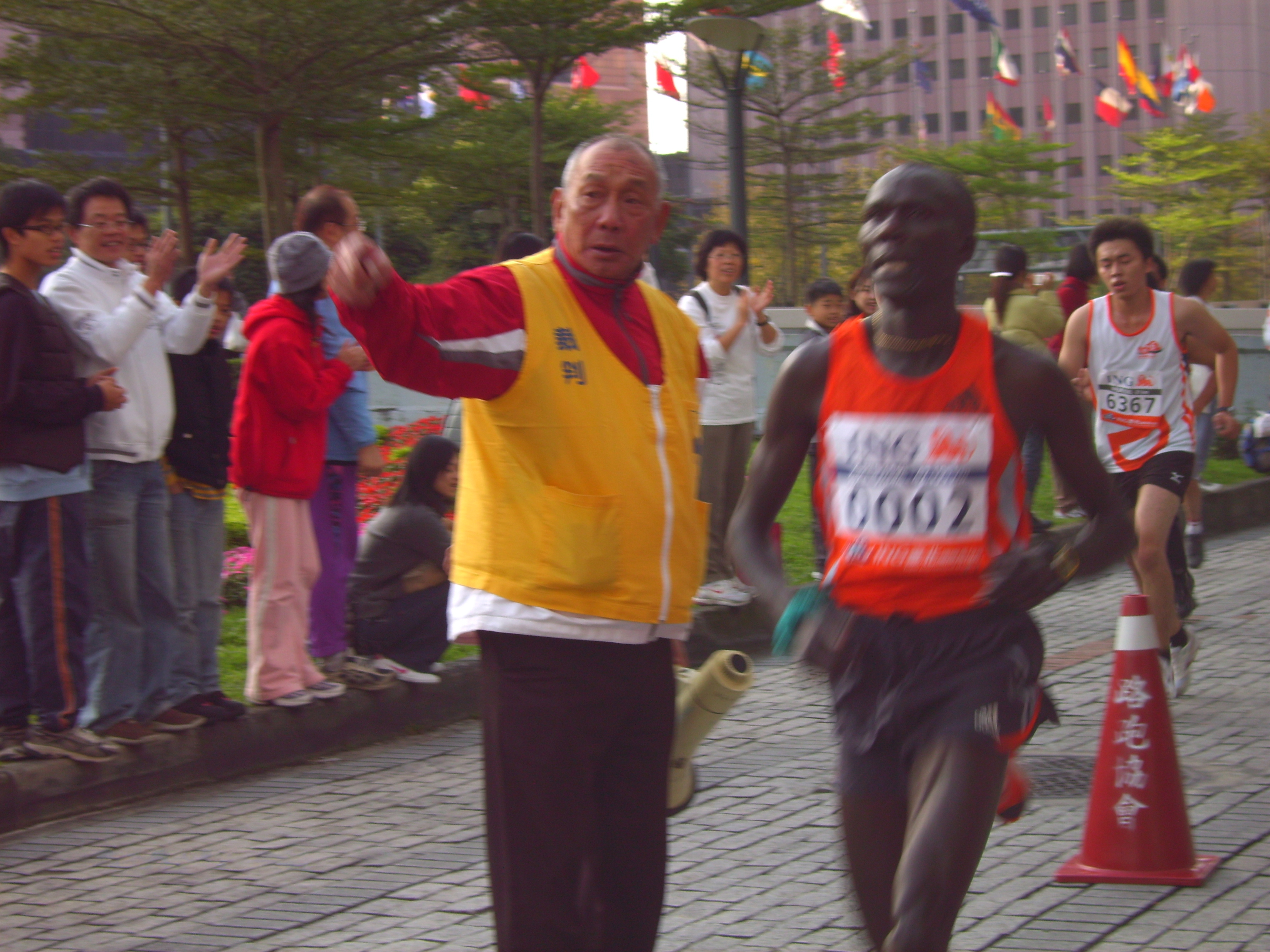
Stephen Loruo Kamar – Rennen nicht beendet
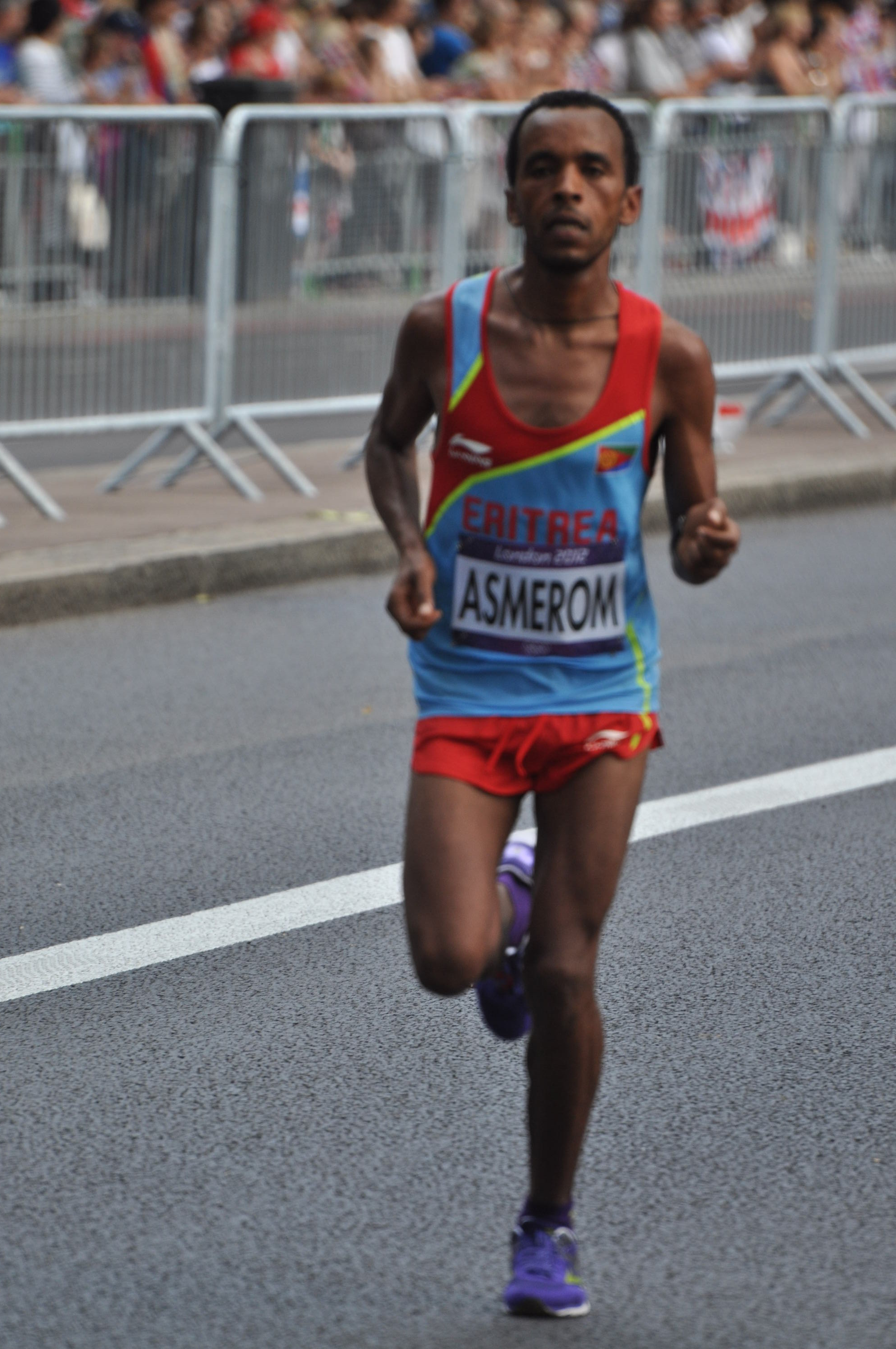
Yared Asmerom – Rennen nicht beendet
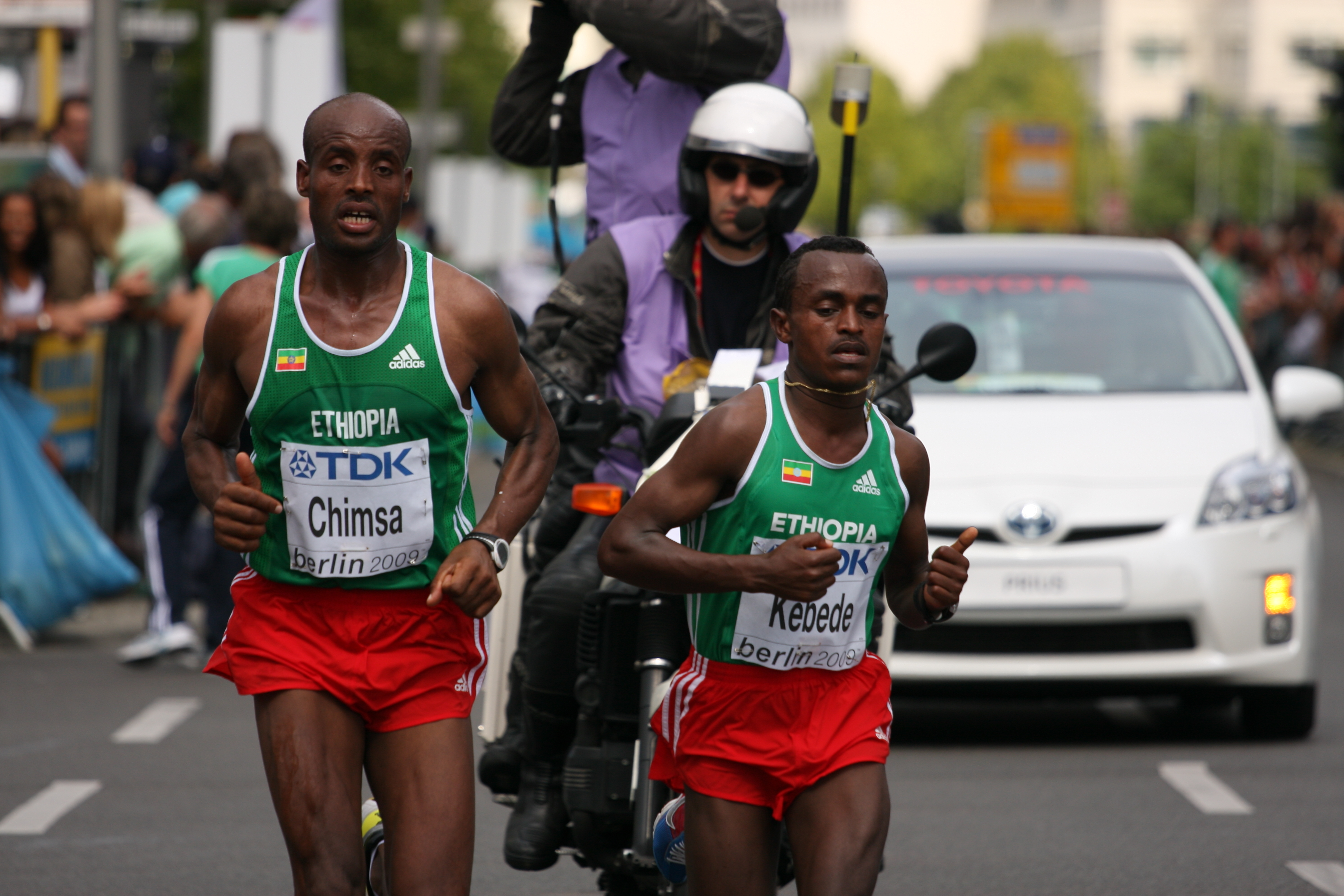
Deressa Chimsa – Rennen nicht beendet
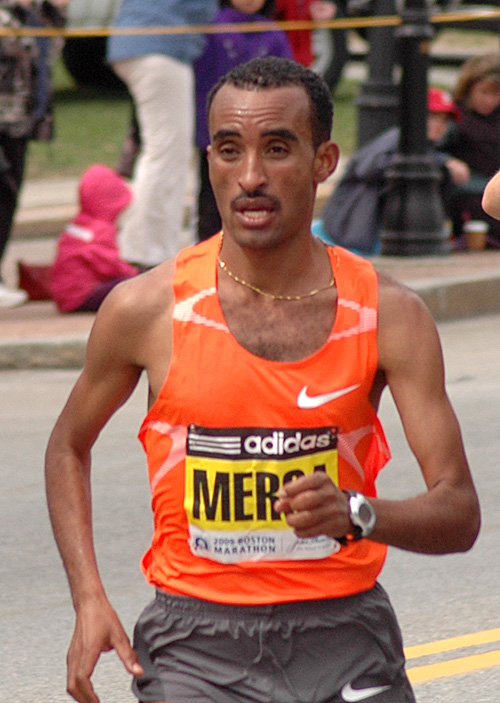
Deriba Merga – Rennen nicht beendet
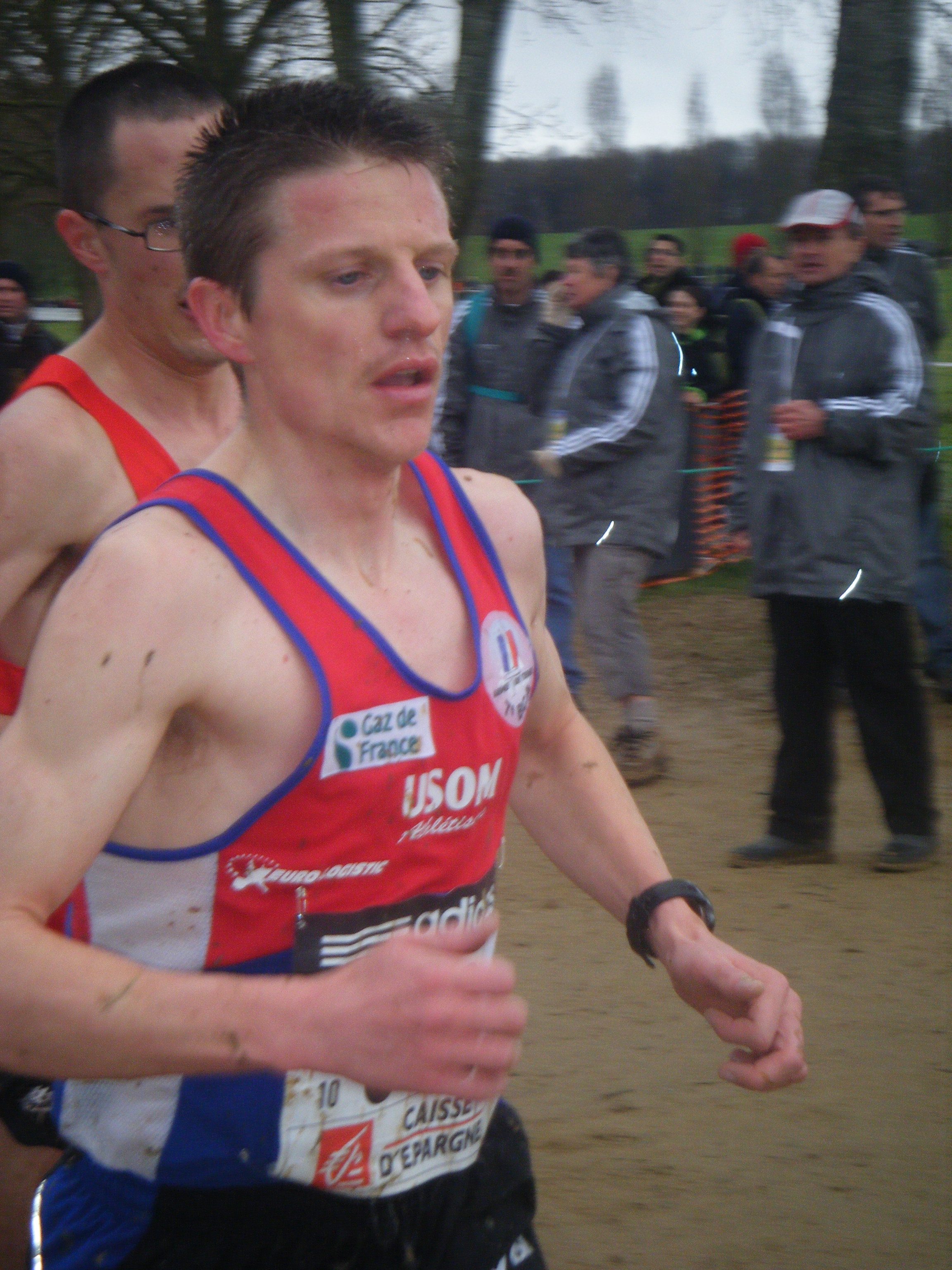
Loïc Letellier – Rennen nicht beendet
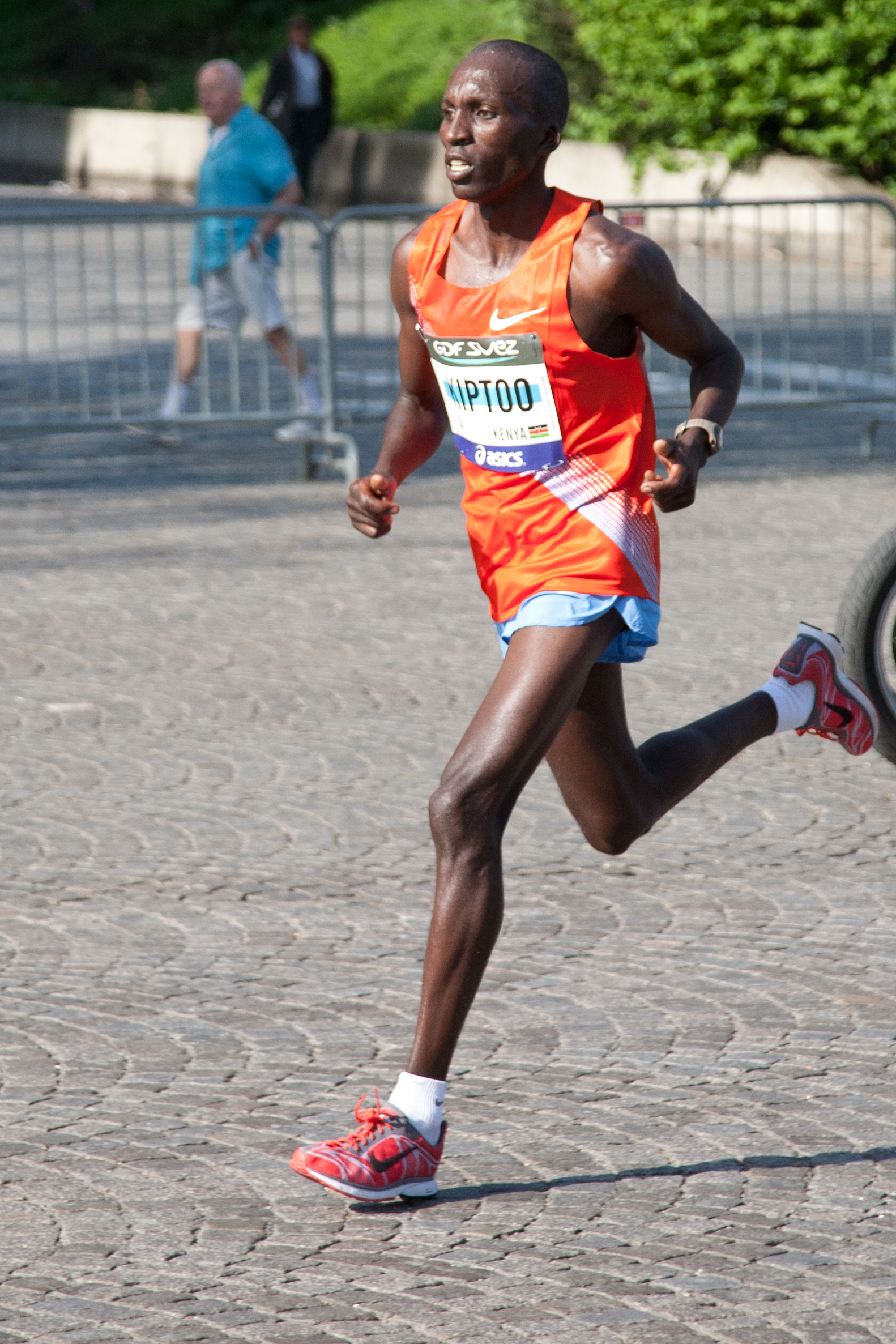
Benjamin Kolum Kiptoo – Rennen nicht beendet
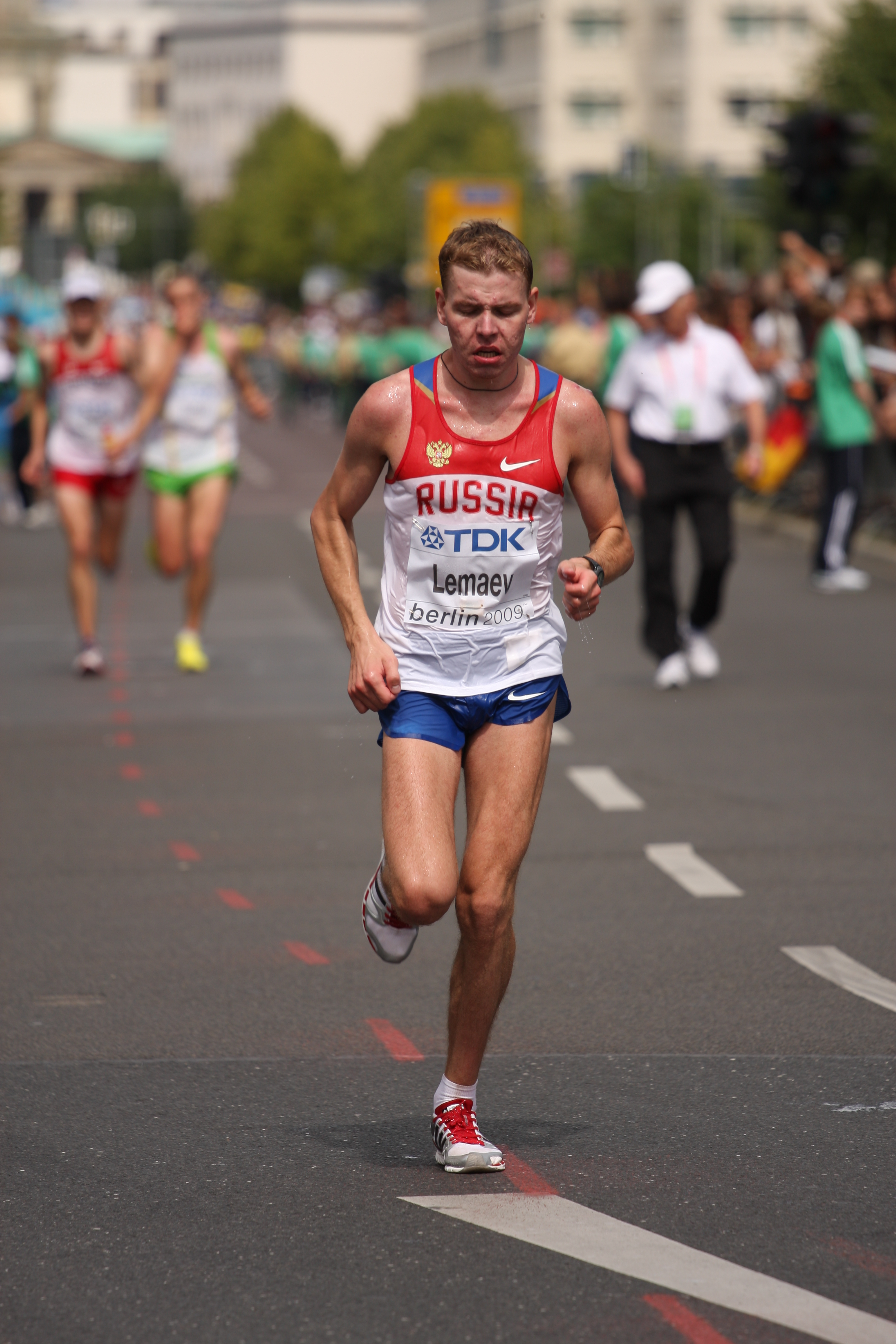
Dopingsünder Michail Lemajew
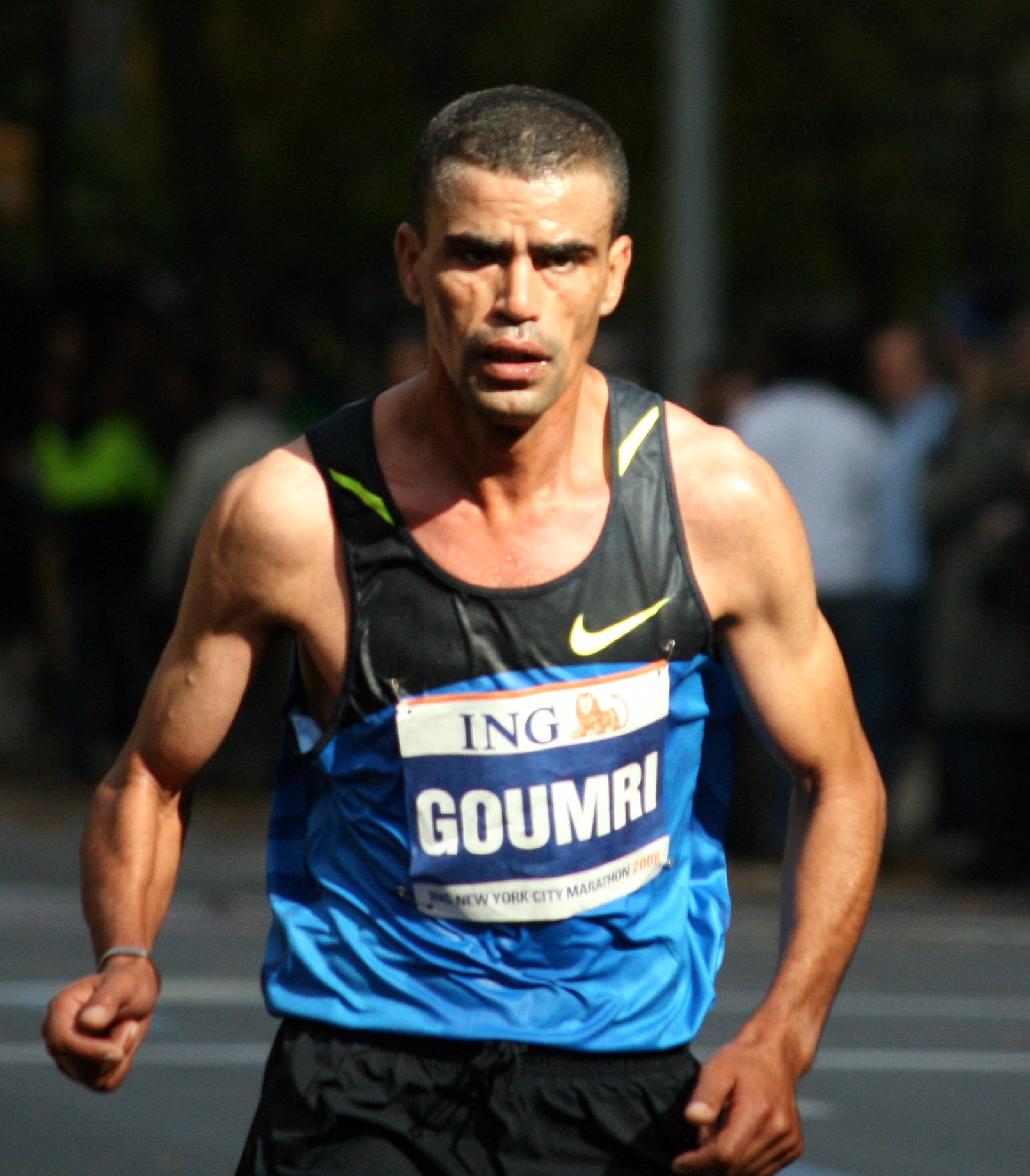
Dopingsünder Abderrahim Goumri

## Video
- Uncut - Marathon Men Berlin 2009, youtube.com, abgerufen am 22. November 2020